# Église Notre-Dame-de-l'Assomption de Frémécourt
L'église Notre-Dame-de-l'Assomption est une église catholique paroissiale située à Frémécourt, dans le Val-d'Oise, en France. Elle associe un petit chœur de la Renaissance, qui ne manque pas d'attrait, à un transept et une nef en partie romans, qui ont perdu tout caractère lors des remaniements successifs. Le clocher est lui aussi roman, et se distingue par le passage vers un plan octogonal au-dessus de l'étage de beffroi, mais c'est sinon une construction banale. Le portail de la nef est placé sous l'influence du Classicisme, et semble dater des alentours de 1700, quand l'église a risqué l'effondrement et devait être réparée. À l'intérieur, l'élément le plus remarquable sont les fonts baptismaux richement sculptés du XIVe siècle. La sculpture des chapiteaux et clés de voûte du chœur se signale par son éloignement des conventions de la Renaissance, et l'originalité de ses motifs. L'église est inscrite au titre des monuments historiques par arrêté du 28 juin 1974. Elle attend encore sa restauration. Avec seulement deux messes dominicales par an et quelques célébrations particulières, la vie spirituelle s'est pratiquement éteinte.

## Localisation
L'église Notre-Dame-de-l'Assomption se situe en France, en région Île-de-France et dans le département du Val-d'Oise, dans le Parc naturel régional du Vexin français, sur le plateau qui domine à l'est la vallée de la Viosne, sur la commune de Frémécourt, au milieu du village, près du carrefour rue de Cléry / rue des Petites Fontaines. La façade occidentale donne sur le carrefour, et est précédée d'une petite place, qui sert de parking. La mairie de Frémécourt se trouve au nord de cette même place. L'église est bâtie sur une terrasse, qui domine légèrement le carrefour et la rue de Cléry, grâce à un mur de soutènement. Il faut gravir une dizaine de marches d'escalier pour accéder au portail. De cette façon, la façade est bien exposée à la vue, alors que le manque de recul ne permet guère d'apprécier l'élévation méridionale. Il n'y a qu'une étroite bande de terrain entre le mur de l'église et le mur de soutènement ; c'est une partie de l'ancien cimetière. Le chevet donne sur une propriété privée, depuis la voie publique, il n'est visible que de loin. L'élévation septentrionale donne sur la cour de l'école, qui n'est pas non plus accessible au public.

## Historique

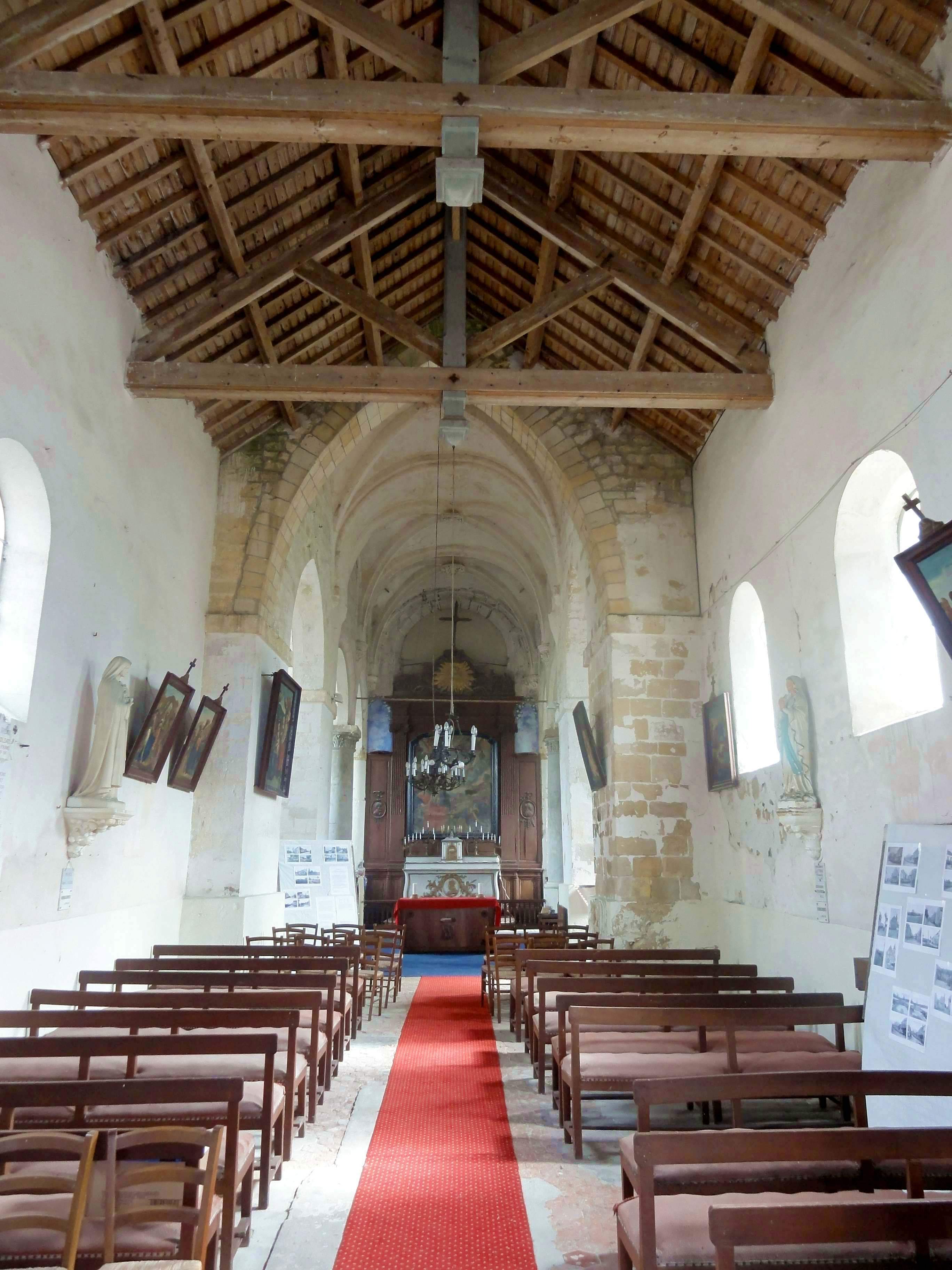
Nef, vue vers l'est.

La partie la plus ancienne de l'église actuelle est le clocher roman. Dans le cadre d'une étude de l'ensemble des clochers romans du Vexin français et du Pincerais, Pierre Coquelle le classe parmi les clochers du XIe siècle, ce qui n'est pas précis. Il se base sur les quatre piles carrées, sur lesquelles le clocher repose. Bernard Duhamel se fonde sur le même critère pour dater le clocher de la fin du XIe siècle, sachant que l'architecture romane n'apparaît guère dans la région avant cette époque (dernier tiers du XIe siècle). Le clocher s'élève au-dessus du croisillon sud du transept, et non au-dessus de la croisée du transept, contrairement à la règle dans le Vexin, ainsi que dans le Beauvaisis et dans le Valois. Rares sont les églises dans le même cas : Acy-en-Multien, Bourdonné, Cramoisy, Davron, Fontenay-en-Parisis, Juziers, Goussainville, Lierville, Limay, Nesles-la-Vallée, Tracy-le-Val (croisillon nord). Puisque le clocher fait partie du transept, celui-ci devrait remonter à la même époque, mais aucun élément spécifiquement roman n'y est plus visible. La nef elle aussi est romane, ce que son absence de caractère ne révèle pas. On le sait seulement avec certitude, depuis qu'une petite fenêtre en plein cintre a été découverte dans l'appareil du mur sud, au cours des années 1980. À la période gothique, le transept est apparemment remanié pour une première fois, comme le donnent à penser les arcades en tiers-point autour de la croisée du transept et à l'est du croisillon sud, ainsi que la baie en arc brisé du croisillon sud. 

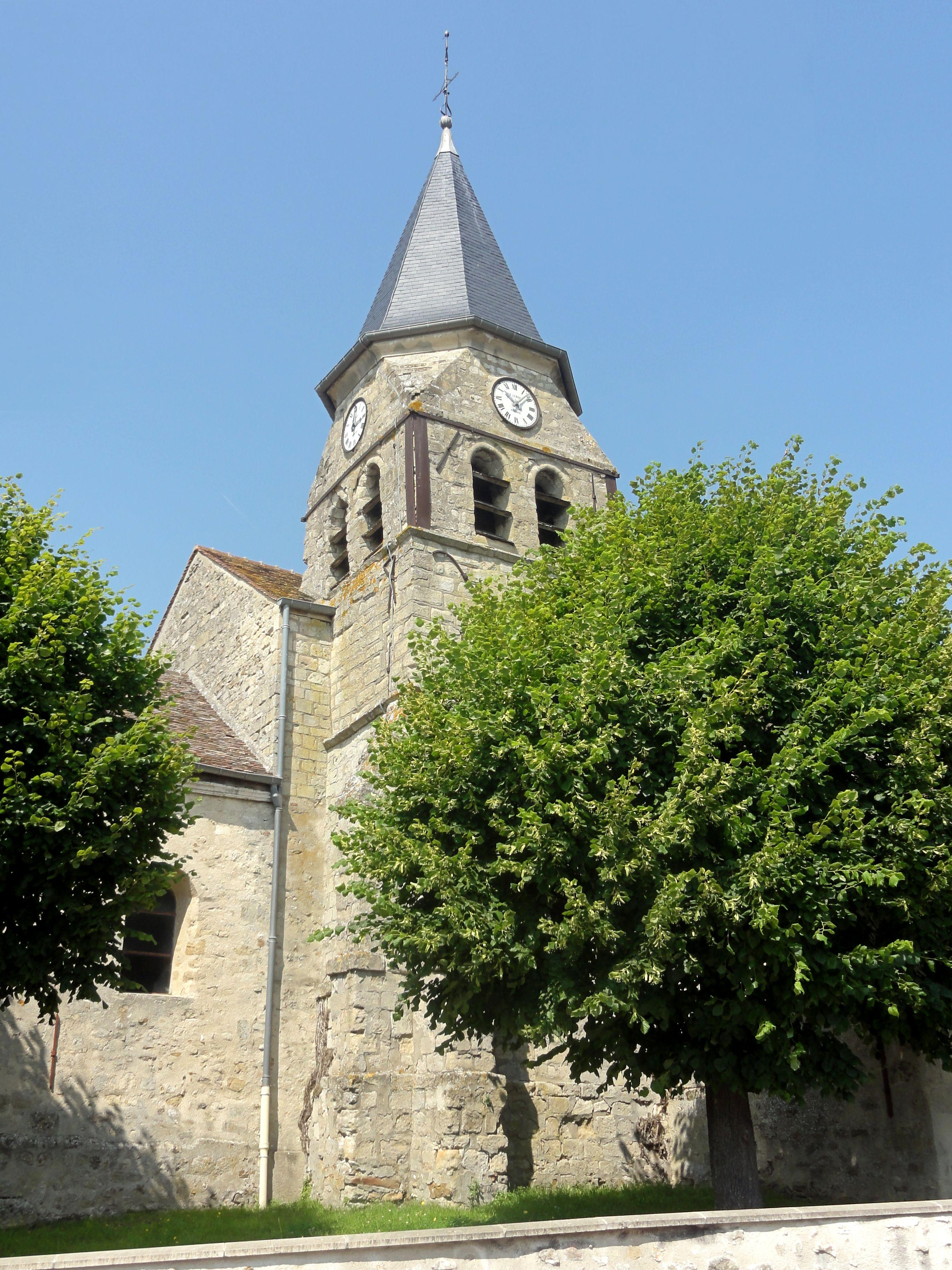
Clocher, vue depuis le sud.

En ce qui concerne les voûtes, Bernard Duhamel écrit que « dans les croisillons, comme dans la croisée et même dans le chœur, on note une inadéquation des nervures et de leurs supports, et des différences de style qui prouvent que de nombreux remaniements ont été effectués à diverses époques ». Ceci est évident, mais manque encore de précision, et suggère l'existence de voûtes dans les croisillons, qui en sont en réalité dépourvus. Bernard Duhamel devient plus concret à propos du chœur et de ses deux chapelles latérales, dont les caractéristiques stylistiques indiquent « le début de la Renaissance plutôt qu'une date antérieure », c'est-à-dire, le milieu du XVIe siècle . En septembre 1697, le grand vicaire de Pontoise, Vincent de Marais, constate le mauvais état de l'édifice et défend d'y célébrer des messes avant qu'elle ne soit reconstruite. Cette reconstruction autour de l'an 1700 porte sur le remplacement du portail en façade de la nef, dont le décor reste inachevé ; le repercement de certaines fenêtres ; et vraisemblablement sur des reprises en sous-œuvre dans le carré du transept et dans le chœur, où les tailloirs sont de simples dalles carrées. Bernard Duhamel estime que les voûtes et clés de voûte sont très restaurées, ce qui est un avis surprenant, puisque toute l'église est badigeonnée, et les détails disparaissent sous les couches de badigeons. L'église a été inscrite au titre des monuments historiques par arrêté du 28 juin 1974. Son intérieur n'a pas encore bénéficié d'une restauration depuis cette date.
Le village de Frémécourt n'est attesté pour la première fois qu'en 1190, quand son seigneur s'appelle Eudes de Frémécourt. À cette époque, l'église romane de Frémécourt existe déjà depuis deux générations. Elle est au titre de l'Assomption de Notre-Dame. L'histoire de la paroisse reste à écrire, et en l'absence de publications, seulement les principales repères peuvent être évoquées. Du temps de l'Ancien Régime, la paroisse de Frémécourt relève de l'archidiocèse de Rouen, et la cure est à la collation de l'archevêque de Rouen. Sous la Révolution française, le nouveau diocèse de Versailles est créé pour regrouper les paroisses sur l'ensemble du territoire du département de Seine-et-Oise. Dans le cadre de la refonte des départements d'Île-de-France et de la création du département du Val-d'Oise, le nouveau diocèse de Pontoise est érigé en 1966. Frémécourt n'est à présent plus une paroisse indépendante, et est affilié à la paroisse d'Avernes et Marines. Elle regroupe un total de trente-quatre villages. Les messes dominicales sont célébrées en l'église Notre-Dame-de-l'Assomption seulement deux fois par an, en fin d'été et au printemps, le samedi soir ou le dimanche, sans rythme fixe.

## Description

Plan de l'église.

### Aperçu général
Régulièrement orientée, l'église répond à un plan symétrique assez simple, et se compose d'une nef unique non voûtée ; d'un transept, dont le croisillon sud sert de base au clocher ; et d'un chœur de deux travées au chevet plat, qui est accompagné de deux collatéraux ou chapelles latérales de même longueur. Une petite sacristie flanque le collatéral sud. Le carré du transept, le chœur et ses collatéraux sont voûtés d'ogives ; les croisillons sont simplement plafonnés. L'on accède à l'église par le portail occidental ; une petite porte aujourd'hui désaffectée existe également à l'ouest du croisillon nord. La structure des toitures ne reflète pas tout à fait le plan, car chœur et transept sont couverts ensemble par un toit à croupes, dont émerge le clocher coiffé d'une flèche octogonale en charpente, recouvert d'ardoise. La nef possède un toit indépendant à deux rampants faiblement inclinés, avec un pignon dominant la façade occidentale.

### Intérieur

#### Nef

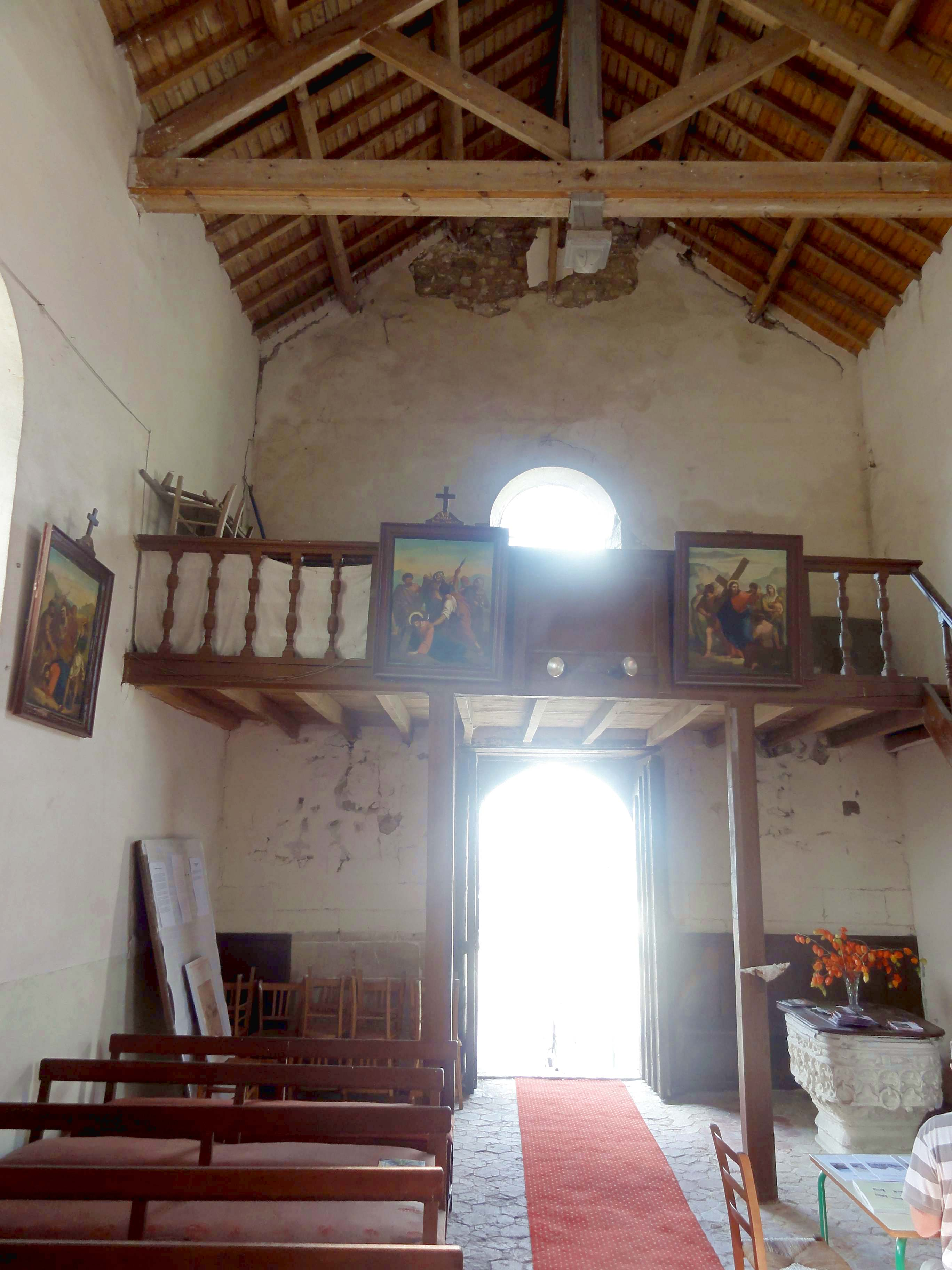
Nef, vue vers l'ouest.

La nef est une construction plus que sommaire, et appartient au type de la nef-grange largement répandu en milieu rural. C'est une salle rectangulaire relativement élevée, avec une charpente apparente non lambrissée, et sans la moindre décoration architecturale. Le dallage du sol est ancien, et réalisé partiellement avec des pierres tombales en pierre calcaire retournées ou effacées, et sinon avec des tomettes en terre cuite. Les murs sont enduits et peints de blanc. En haut du pignon, l'enduit est tombé et fait apparaître un appareil de moellons irréguliers, alors que des pierres de taille affleurent au niveau des allèges. L'unique critère qui permettrait de définir le nombre de travées de la nef serait le nombre de fenêtres dans les murs gouttereaux. Elles y sont au nombre de deux tant au nord qu'au sud ; une cinquième fenêtre est percée dans les parties hautes du mur occidental. Ces fenêtres sont relativement grandes et sans ébrasement au nord et à l'ouest, mais au double ébrasement au sud. Les dimensions de ces fenêtres ne permettent pas de les faire remonter à la période romane. Celles qui présentent un double ébrasement, qui du reste n'est pas très prononcé, peuvent dater de l'époque de la construction du chœur, au milieu du XVIe siècle. Les autres datent certainement des alentours de 1700, quand le portail fut refait. À l'ouest, la nef communique avec la croisée du transept moyennant une haute et large arcade en tiers-point, qui n'est pas moulurée, ni même chanfreinée. Elle retombe sur les grosses piles carrées de la croisée du transept, dont le décor se résume à la faible saillie de l'assise située au niveau des impostes, qu'il serait exagérée de qualifier de bandeau mouluré. Cette arcade devrait être antérieure à la construction du chœur, car l'arc en plein cintre y est déjà de nouveau employé (depuis la période romane). Une datation ne serait possible qu'à travers d'autres éléments susceptibles de résulter de la même campagne de travaux. Pour revenir à la charpente, elle est récente, à l'exception toutefois des poinçons, qui sont peints en gris et ont les extrémités moulurés. Une tribune en charpente, munie d'une balustrade en bois tourné, occupe la partie antérieure de la nef.

#### Transept

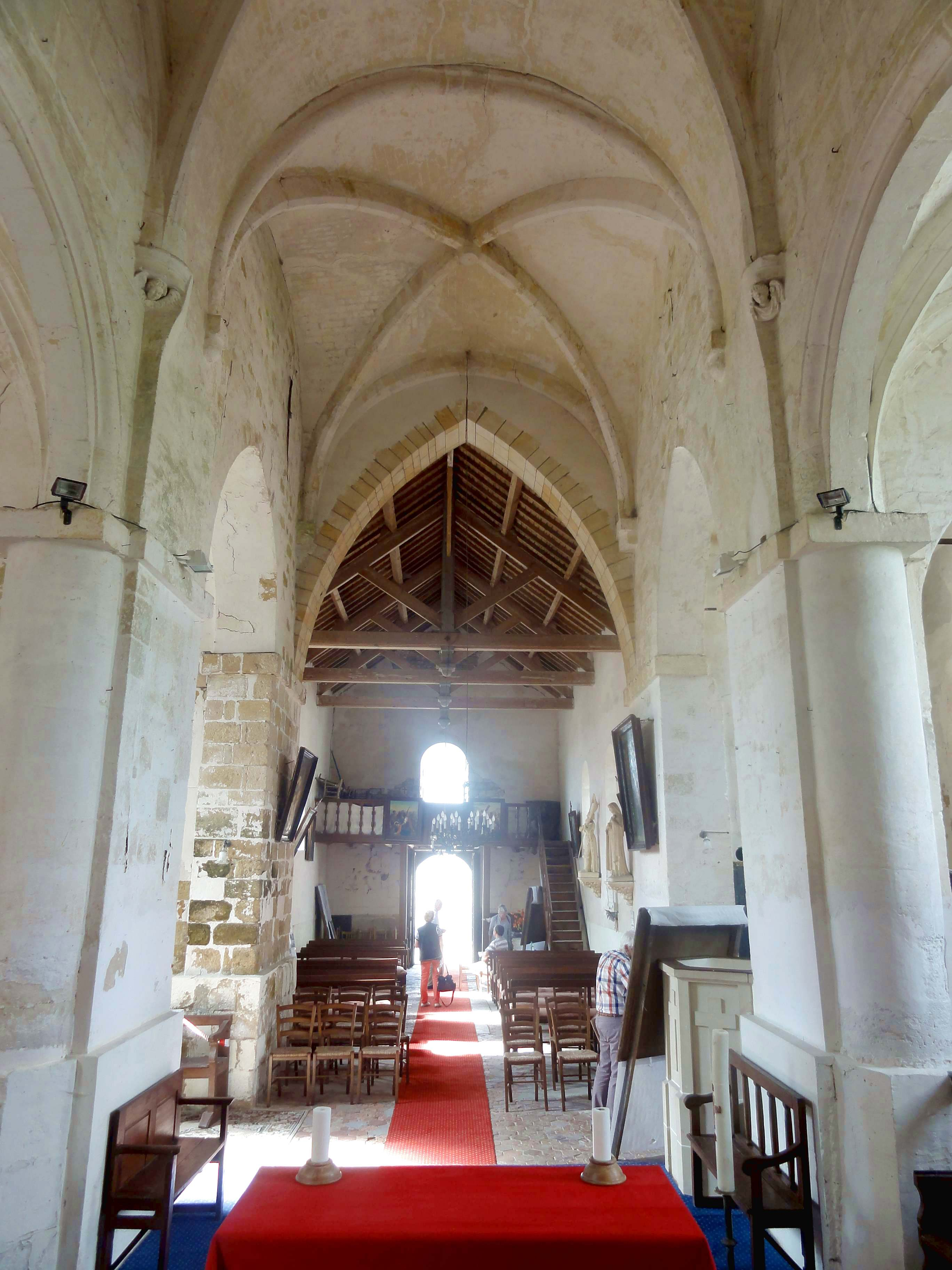
Croisée du transept, vue vers l'ouest.

La croisée du transept est cantonnée de quatre grosses piles en pierre de taille, qui ont déjà été décrites dans le contexte de l'arcade vers la nef. Cette disposition fait ressembler le carré du transept à une base de clocher, ce qui n'a pourtant jamais été le cas. C'est par un souci de symétrie que les deux piles du nord ont été calquées sur celles qui supportent réellement le poids du clocher, au sud. En les regardant depuis le croisillon et le collatéral nord, on peut se rendre compte que leur épaisseur est réduite. — L'arcade vers la nef est à la fois plus élevée et plus large que celles vers les croisillons, qui sont également en tiers-point. Ceci indique une reprise en sous-œuvre à la période gothique, ou sinon met en question la datation aussi haute du clocher et des parties romanes de l'édifice, qu'il faudra ainsi considérer comme datant des années 1130 / 1140. D'autres exemples de reprises en sous-œuvre de bases de clocher et transepts romans existent. À Villers-sous-Saint-Leu notamment, on trouve des arcades en tiers-point du XIIIe siècle sous un clocher du second quart du XIIe siècle. À Vaudancourt, la base du clocher du début du XIIIe siècle est de style flamboyant. À Rully et Sarcelles, l'existence même d'un clocher au-dessus de la première travée du chœur ou de l'ancienne croisée du transept n'est plus évidente, grâce à des remaniements gothiques plus sophistiqués. À Jouy-le-Moutier, de nombreuses campagnes de construction s'enchevêtrent.
Comme déjà signalé, les arcades en tiers-point n'affichent aucun style particulier, et ne pourraient être datées que dans le contexte avec d'autres éléments. Il n'y a que la voûte d'ogives du carré du transept qui pourrait fournir des indices supplémentaires. Elle est en arc légèrement brisé, et ses ogives affectent un profil chanfreiné rustique, comme souvent employé dans l'architecture civile. La clé de voûte est fruste, et les ogives sont reçues sur des culs-de-lampe également frustes : Rien ne permet donc de dire quand le transept trouva sa configuration actuelle, entre le XIIIe siècle et la première moitié du XVIe siècle. Il n'y a que l'arc-doubleau vers le chœur, qui est en plein cintre comme tous les arcs du chœur, qui indique que la reprise du transept est antérieure à cette époque. Les réparations et reprises aux alentours de 1700 ne peuvent pas se lire dans les dispositions actuelles, mais puisque l'église risquait l'effondrement en 1697, ces travaux ne pouvaient se limiter au remplacement de l'ancien portail et à l'agrandissement de certaines fenêtres. Pour ce qui est des croisillons, ils n'ont pas davantage de caractère que la nef, et aucun élément ne rappelle qu'ils font partie d'un édifice religieux. Les plafonds plats sont provisoires. L'éclairage est assurée par une fenêtre en arc brisé au sud, sans doute contemporaine des arcades de la même forme, et par une fenêtre en plein cintre avec ébrasement au nord, qui rappelle les baies au sud de la nef. L'arcade faisant communiquer la base du clocher avec le collatéral sud du chœur est en tiers-point, mais une arcade en fer à cheval est plaquée devant celle-ci côté est. L'arcade reliant le croisillon nord au collatéral nord est en plein cintre, et retombe sur une imposte fruste au droit du mur extérieur.

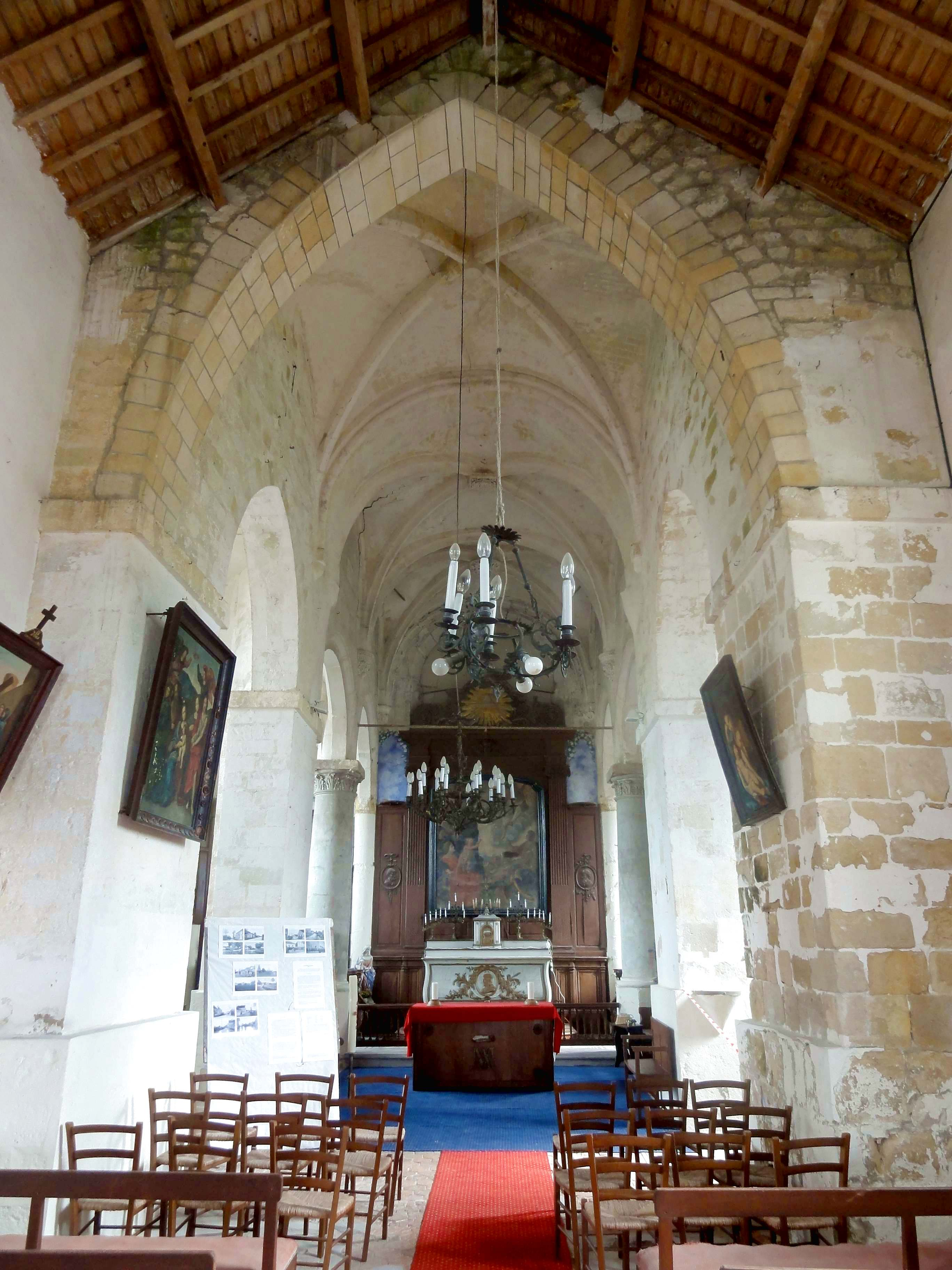
Nef, vue vers l'est dans la croisée du transept.
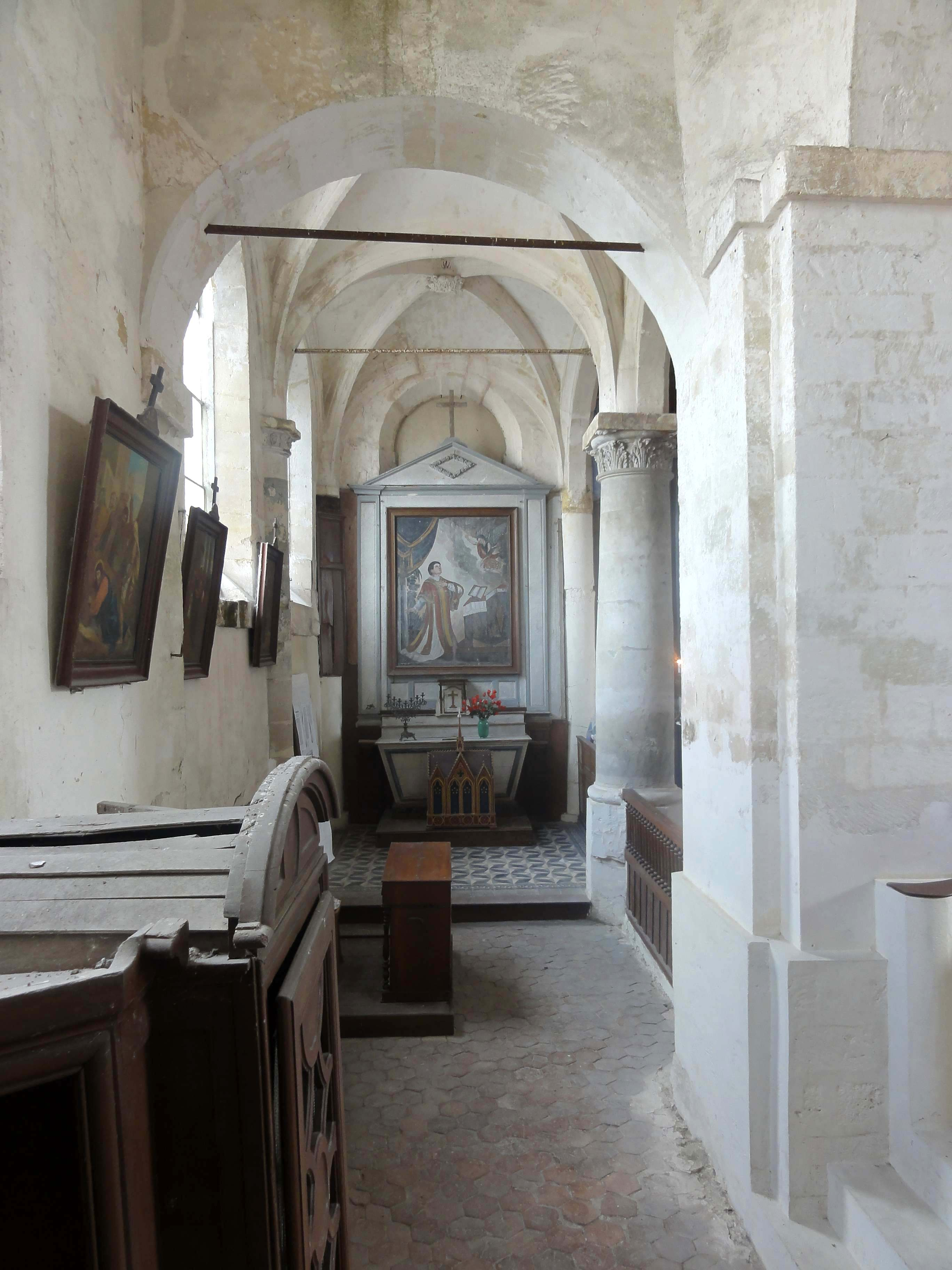
Croisillon nord, vue vers l'est dans le collatéral.
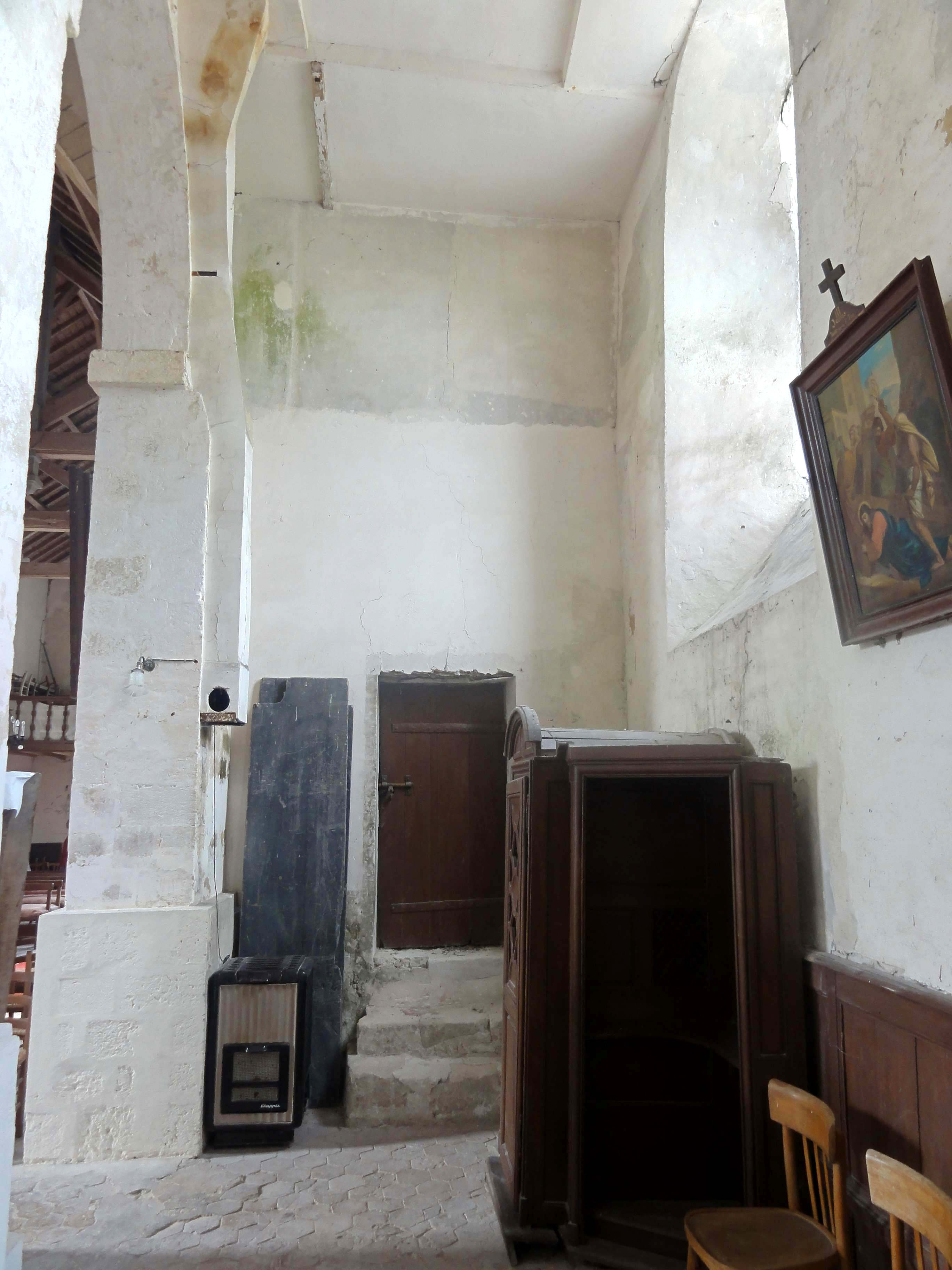
Croisillon nord, vue vers l'ouest.
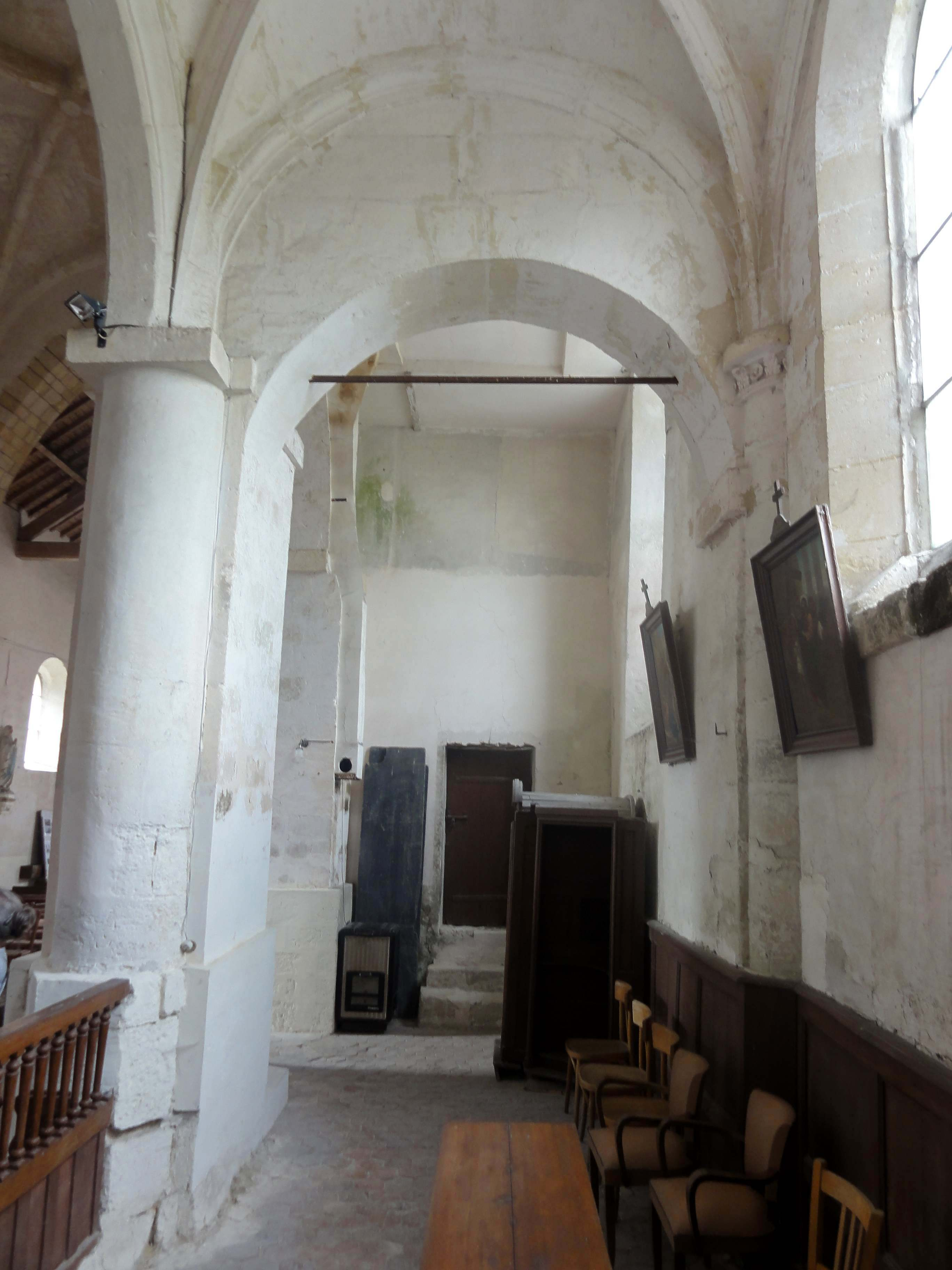
Collatéral nord, vue dans le croisillon nord.
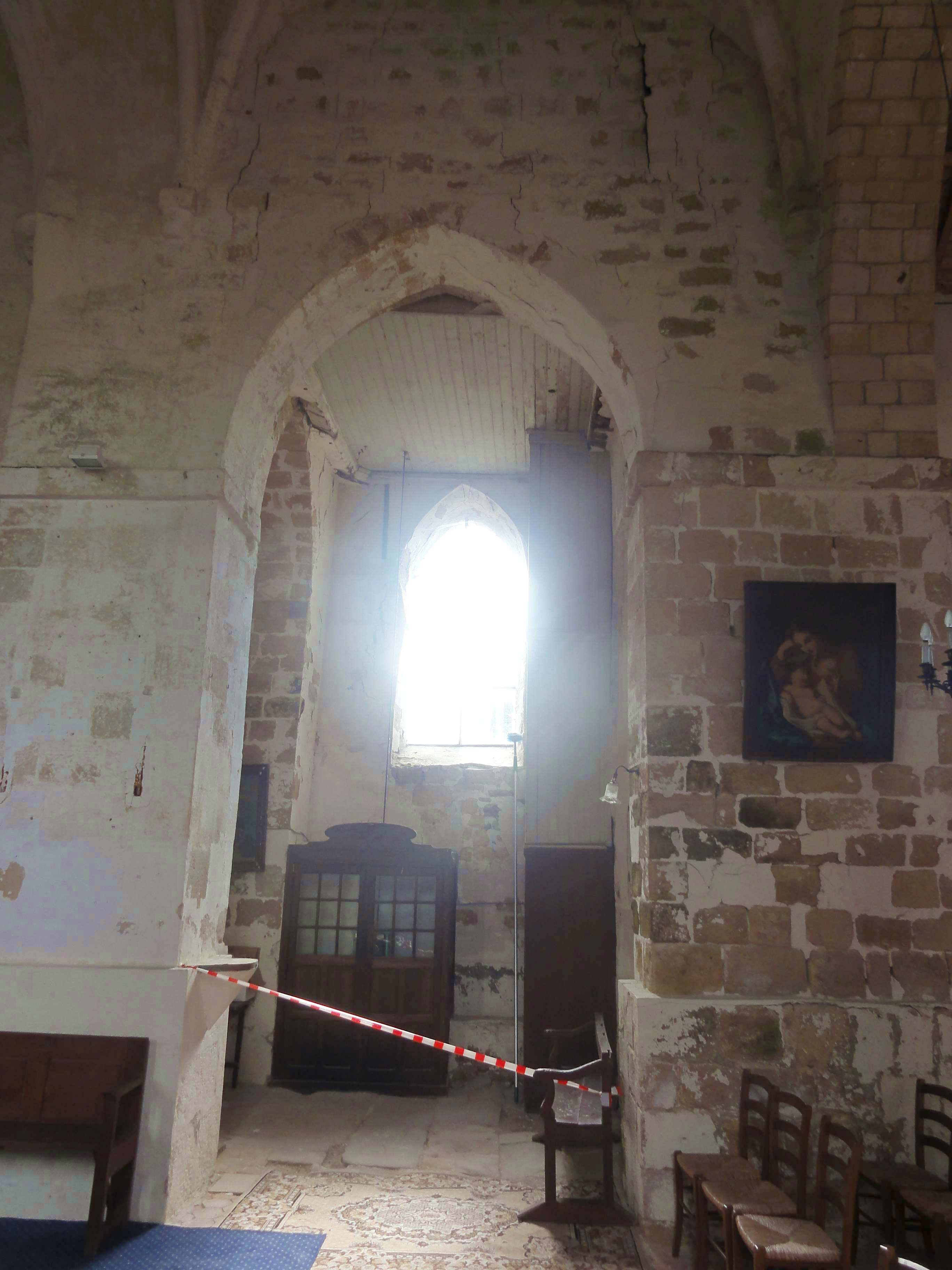
Croisée, vue vers le sud dans le croisillon sud.
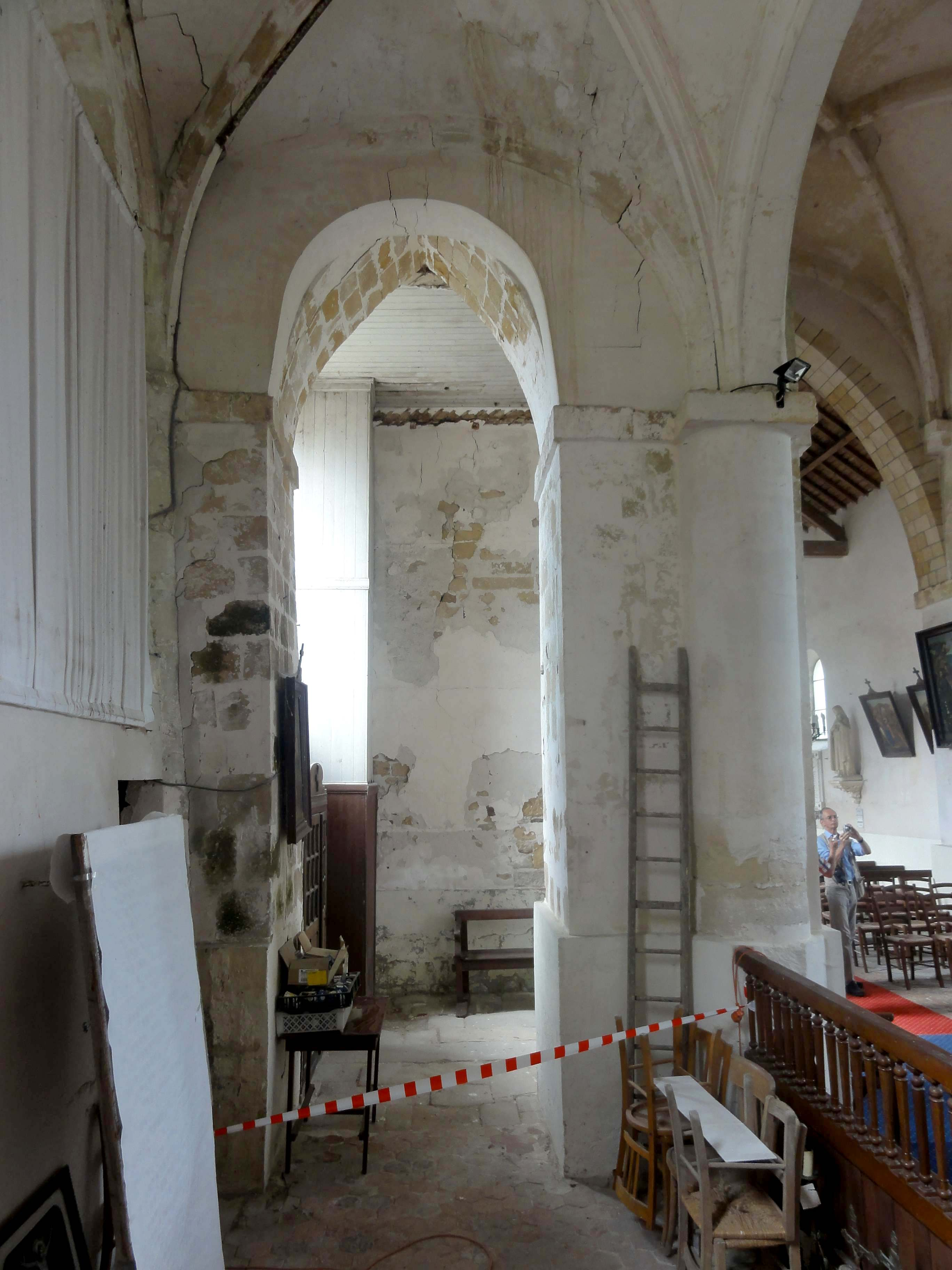
Collatéral sud, vue dans le croisillon sud.

#### Chœur et collatéraux

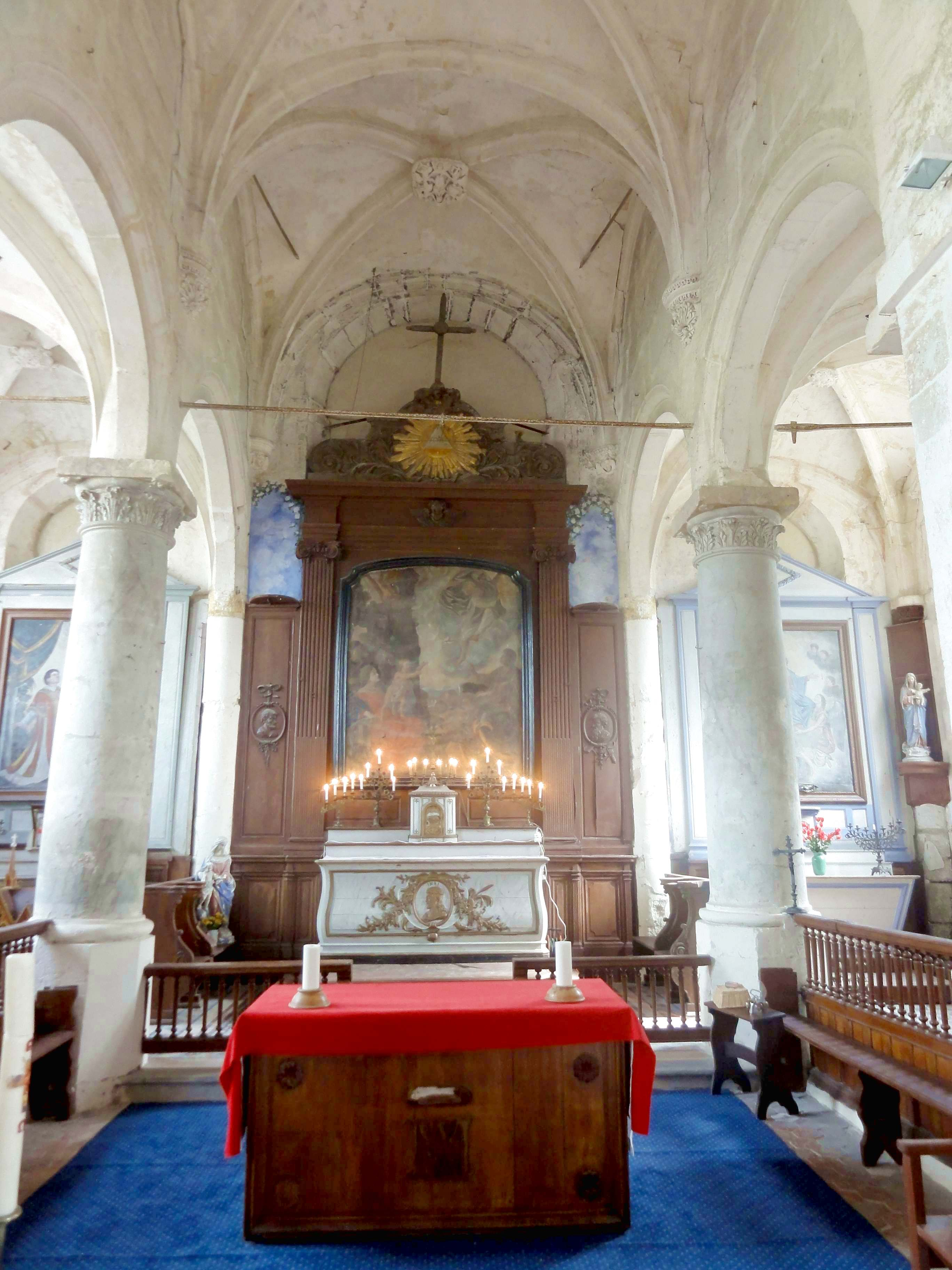
Chœur, vue vers l'est.

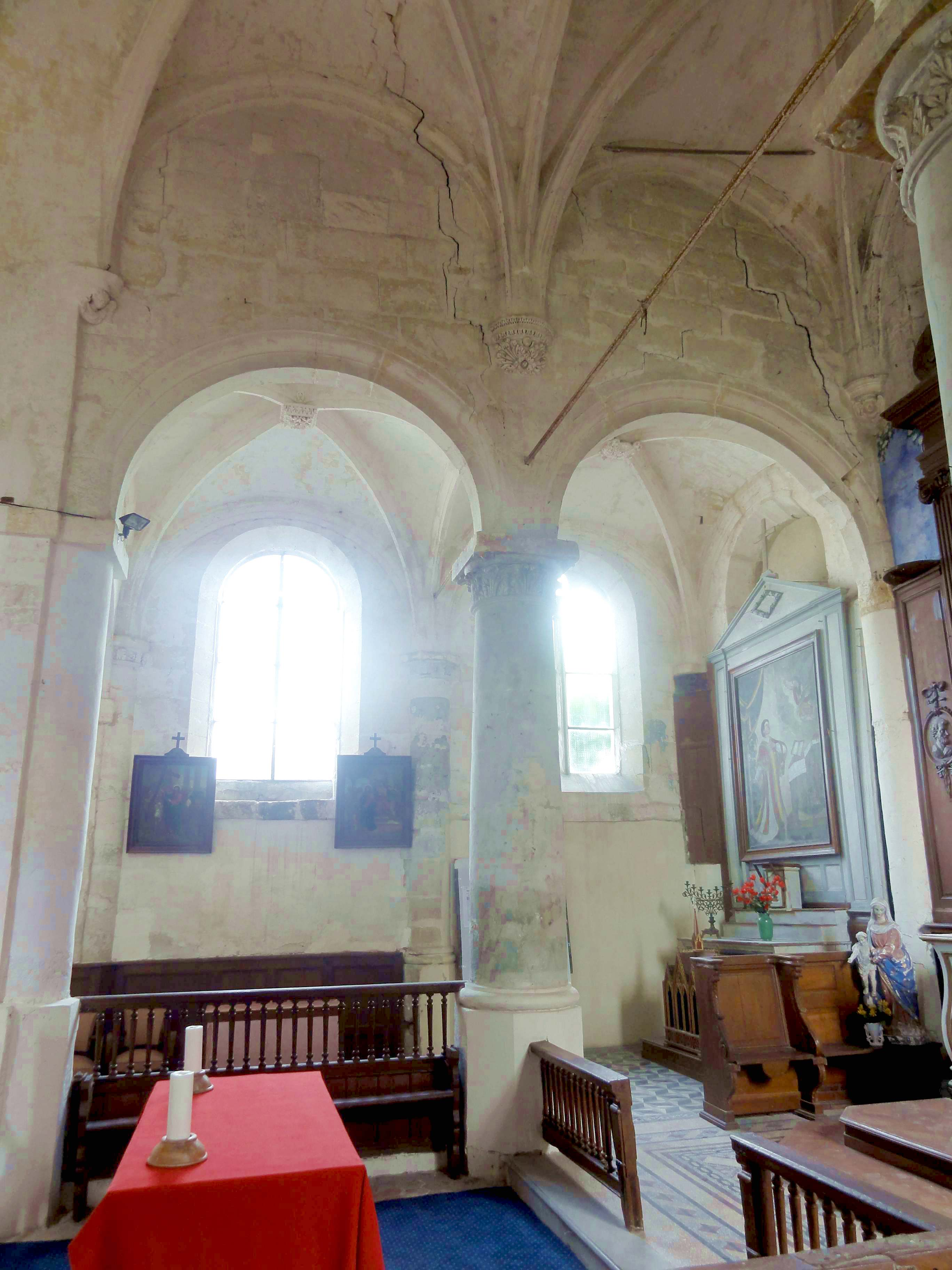
Grandes arcades du nord.

Le chœur est formé par deux travées barlongues assez peu profondes, qui sont de la même largeur et hauteur que la croisée du transept. C'est la seule partie de l'église dont l'architecture fait preuve d'une certaine exigence esthétique. Ses proportions sont bien choisies, et la structure paraît légère comparée à l'extrême lourdeur de la croisée du transept. Les grandes arcades en cintre surbaissé sont relativement minces, et la portion de murs nus au-dessus des grandes arcades se limite à la lunette des voûtes. Elle représente moins d'un tiers des élévations latérales. Ainsi, le vaisseau central est largement ouvert sur les collatéraux, ce qui est essentiel pour assurer un éclairage suffisant par la lumière naturelle. En effet, l'ensemble des baies du chevet sont bouchées à la faveur des hauts retables qui s'y adossent. Restent les fenêtres latérales des chapelles, qui sont de deux types différentes : une baie en plein cintre sans remplage dans la première travée du nord, et sinon une baie de dimensions analogues, avec un remplage de deux formes en plein cintre surmontées d'un oculus. 
Les voûtes sont en plein cintre. Le voûtain occidental de la première voûte comporte une courte section en berceau entre les piles orientales de la croisée du transept, qui sert à contrebuter le clocher, et évite un arc-doubleau trop épais. Le décor des clés de voûte est particulièrement riche. Dans le vaisseau central, la première est un cartouche rectangulaire dont la bordure est une guirlande, et dont l'intérieur est occupé par une rosace fantaisiste. La seconde est un petit bas-relief, qui représente le Couronnement de la Vierge par quatre anges. En ce qui concerne les clés de voûte des chapelles latérales, Bernard Duhamel a commis une distraction, car ce ne semble pas être l'église de Frémécourt dont il parle : « Les voûtes aux très épaisses nervures sont typiquement flamboyantes, et portent de lourdes clefs pendantes à tous les points de croisement. Tout cela est prétentieux et a l'air très restauré ». En l'occurrence, les nervures ne sont pas épaisses, et les clés ne sont pas pendantes. Les quatre clés des collatéraux sont du même style que celle de la première travée du vaisseau central. La différence des formes, des manières d'arranger les feuillages et des espèces végétales représentées confère une certaine originalité à ces clés, qui s'inscrivent pleinement dans leur époque sans avoir souvent recours aux motifs stéréotypés de la Renaissance. Ce n'est que dans la première travée du sud que la clé ronde est garnie de deux rangs d'oves, motif emprunté à l'Antiquité. Une barre de fer consolide disgracieusement l'une des ogives de la première travée du sud. Dans la première travée du vaisseau central et dans les collatéraux, le profil des ogives et du doubleau intermédiaire est encore relativement aigu, comme à la période flamboyante. Le filet méplat au centre du profil indique toutefois la Renaissance. Dans la seconde travée du vaisseau central, le profil des ogives est émoussé, comme souvent à la fin de la période flamboyante.
Les nervures des hautes voûtes retombent sur des culs-de-lampe de deux types différents. Dans les quatre extrémités, ils ont pour supports des têtes de chérubin entre deux ailes. Dans l'angle sud-est seulement, la corbeille est décorée d'un rang d'oves et de rinceaux, qui se continuent sur les surfaces murales autour. Les autres corbeilles sont frustes (on trouve un autre spécimen dans l'angle nord-ouest du collatéral nord). Au nord et au sud, à la retombée du doubleau intermédiaire du chœur, elles sont décorées de deux rangs d'oves, et ont pour support de toutes petites têtes humaines au-dessus d'un arrangement de feuilles d'acanthe, qui a pour centre un bouton de fleur. Les grandes arcades et les doubleaux des collatéraux retombent sur des tailloirs, qui s'apparentent à des dalles de pierre non moulurées. Leur plan est trapézoïdal dans les collatéraux, et carré pour les grandes arcades. À l'ouest, ces tailloirs se situent au même niveau que l'assise saillante présente sur les piles du carré du transept. Puisque ces parties ne datent pas du tout de la même époque, cette continuité pourrait indiquer une reprise en sous-œuvre après 1697.
Des chapiteaux ont seulement été prévus au niveau des deux piliers libres des grandes arcades, et à la retombée des doubleaux intermédiaires des collatéraux, au droit des murs gouttereaux. Les corbeilles des chapiteaux des piliers libres sont ronds, de sorte que le tailloir carré déborde largement. Au nord, de petites têtes de chérubin se profilent sous chaque angle ; au sud, ce sont de petites rosaces, ce qui rappelle les grandes arcades du sud de Marines. Les corbeilles des chapiteaux engagés des collatéraux adoptent le plan trapézoïdal des tailloirs. Les motifs des chapiteaux des grandes arcades sont des feuilles d'acanthe de qualité médiocre. Dans les collatéraux, on trouve une alternance de feuilles et de petites têtes de chou, motifs chers à l'architecture flamboyante. Les piliers isolés des grandes arcades sont des colonnes cylindriques, dont le diamètre diminue avec la hauteur croissante, conformément aux préceptes de l'architecture antique. Les autres piliers sont des piliers cylindriques engagés. Quelques-uns ont des bases simples formées par un ou deux tores. Tous les piliers reposent sur des socles octogonaux.

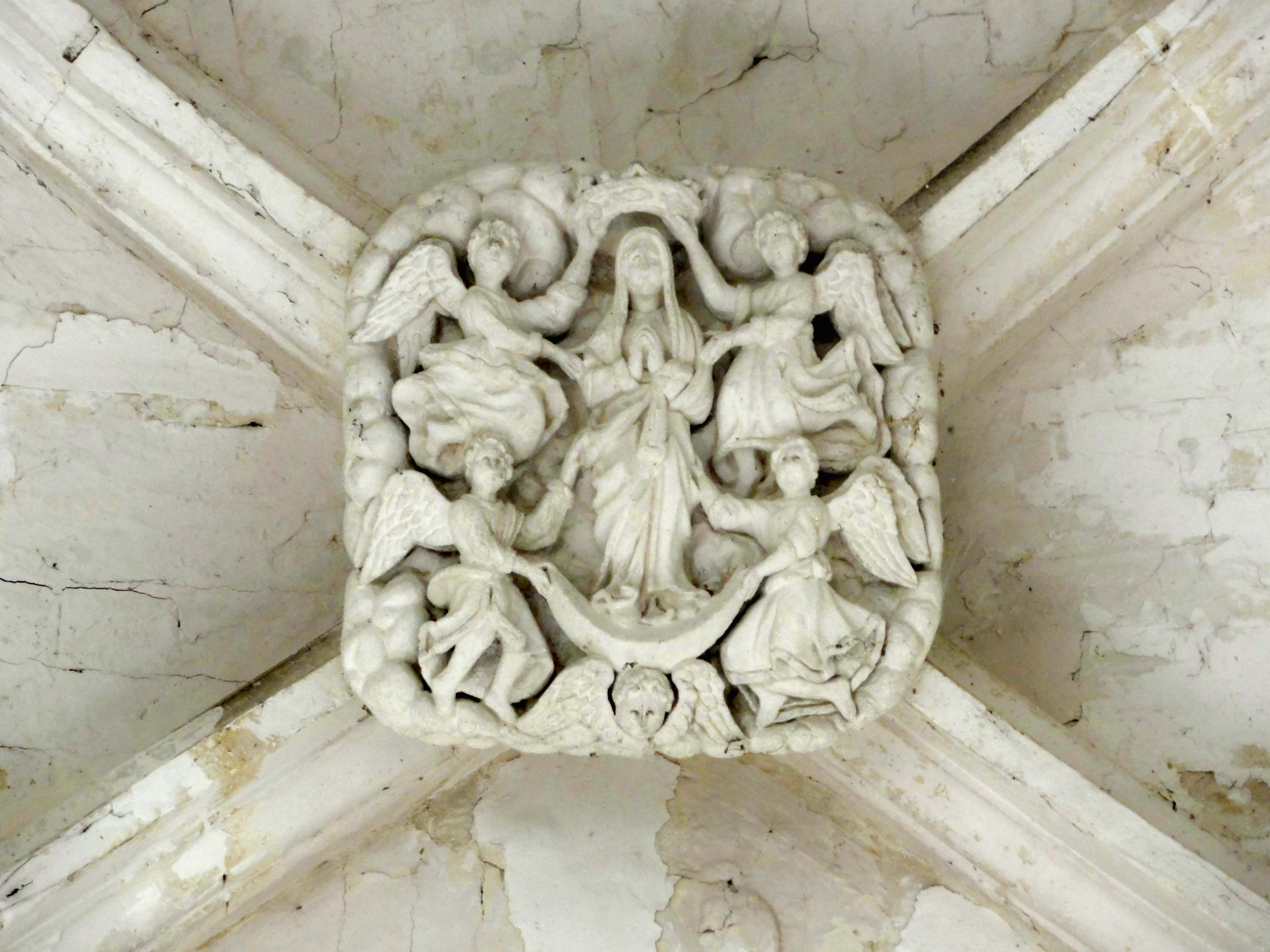
Chœur, clé de voûte de la 2e travée.
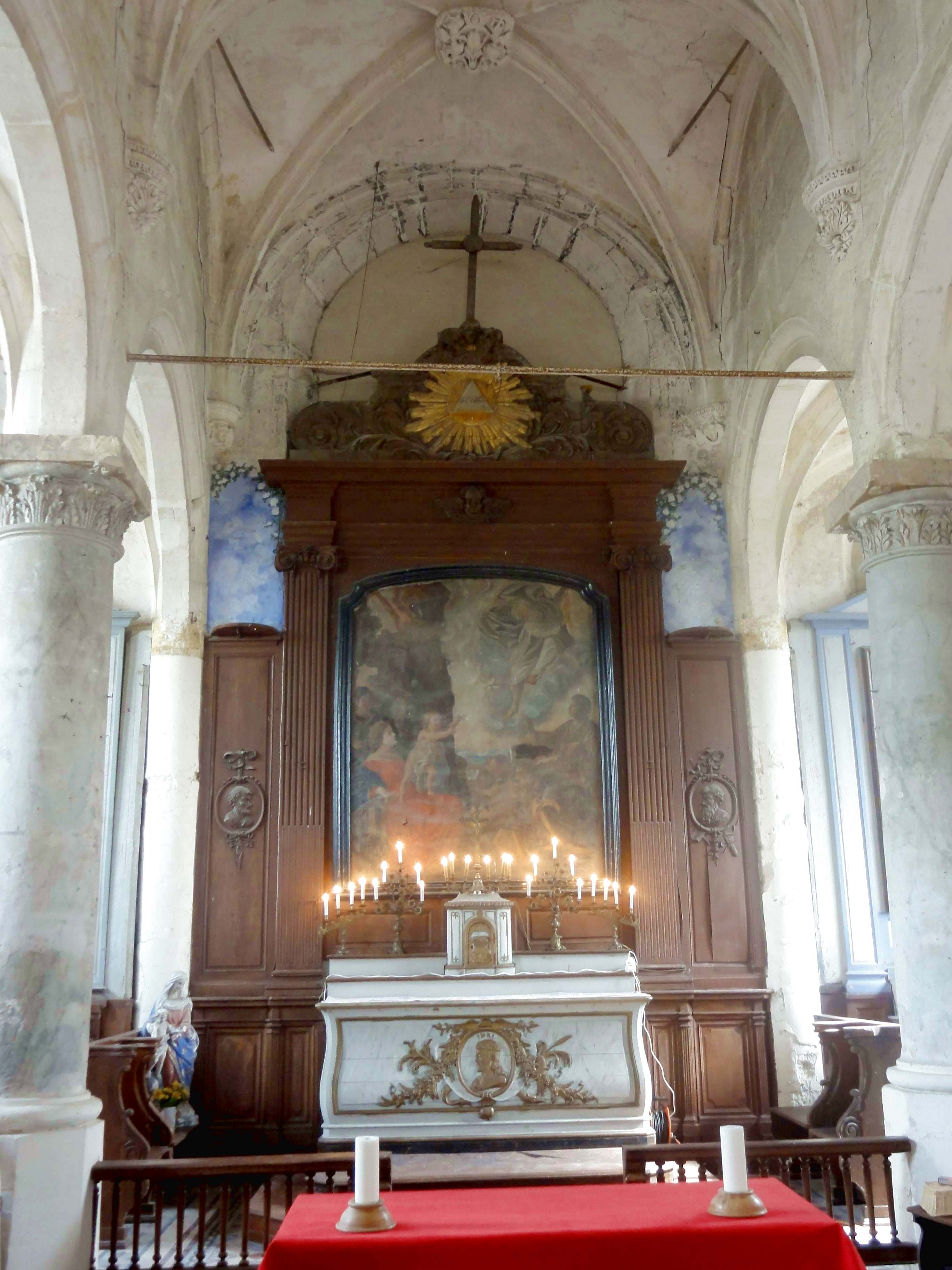
Chœur, vue vers l'est.
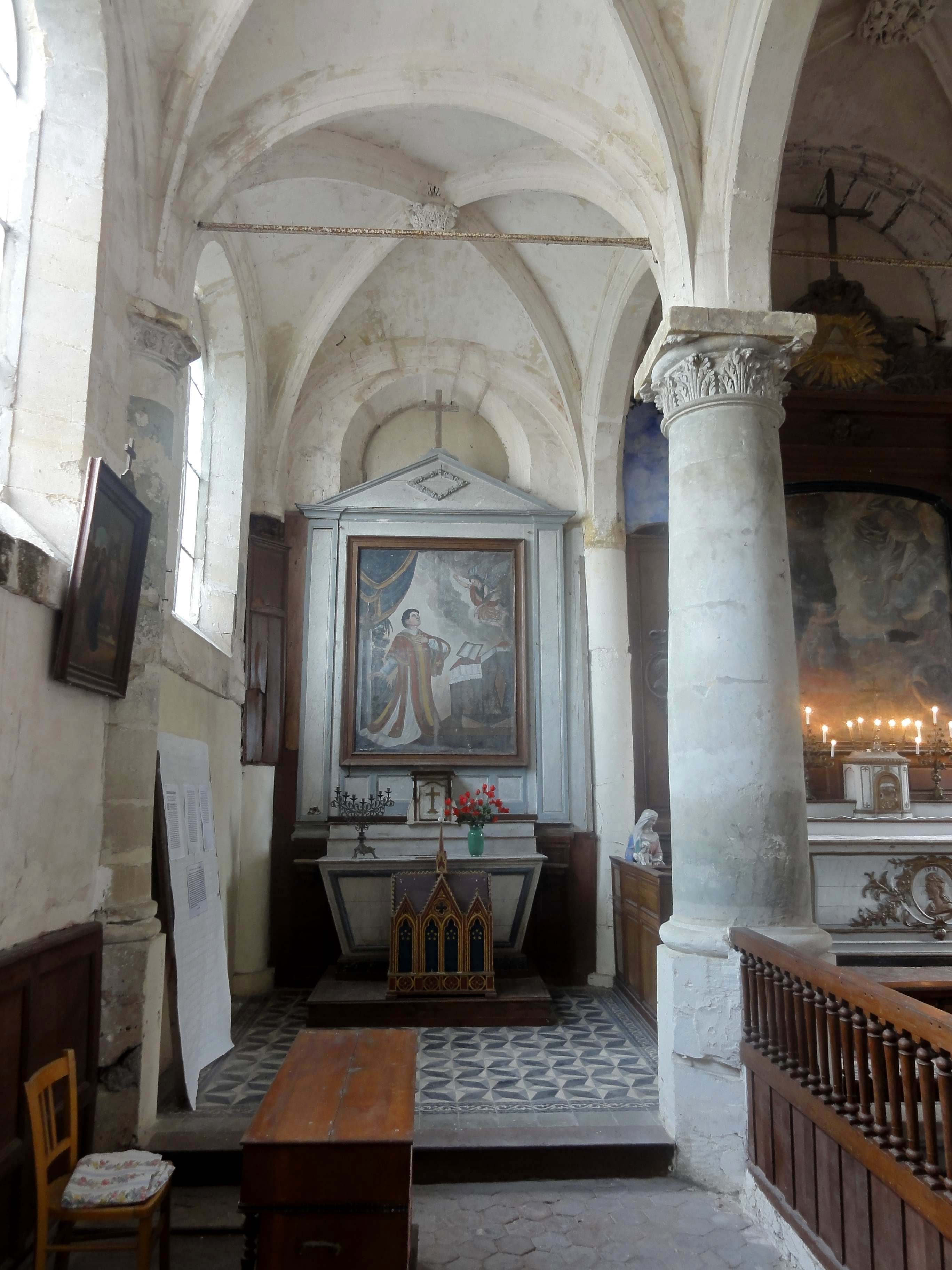
Collatéral nord, 1re travée, vue vers l'est.
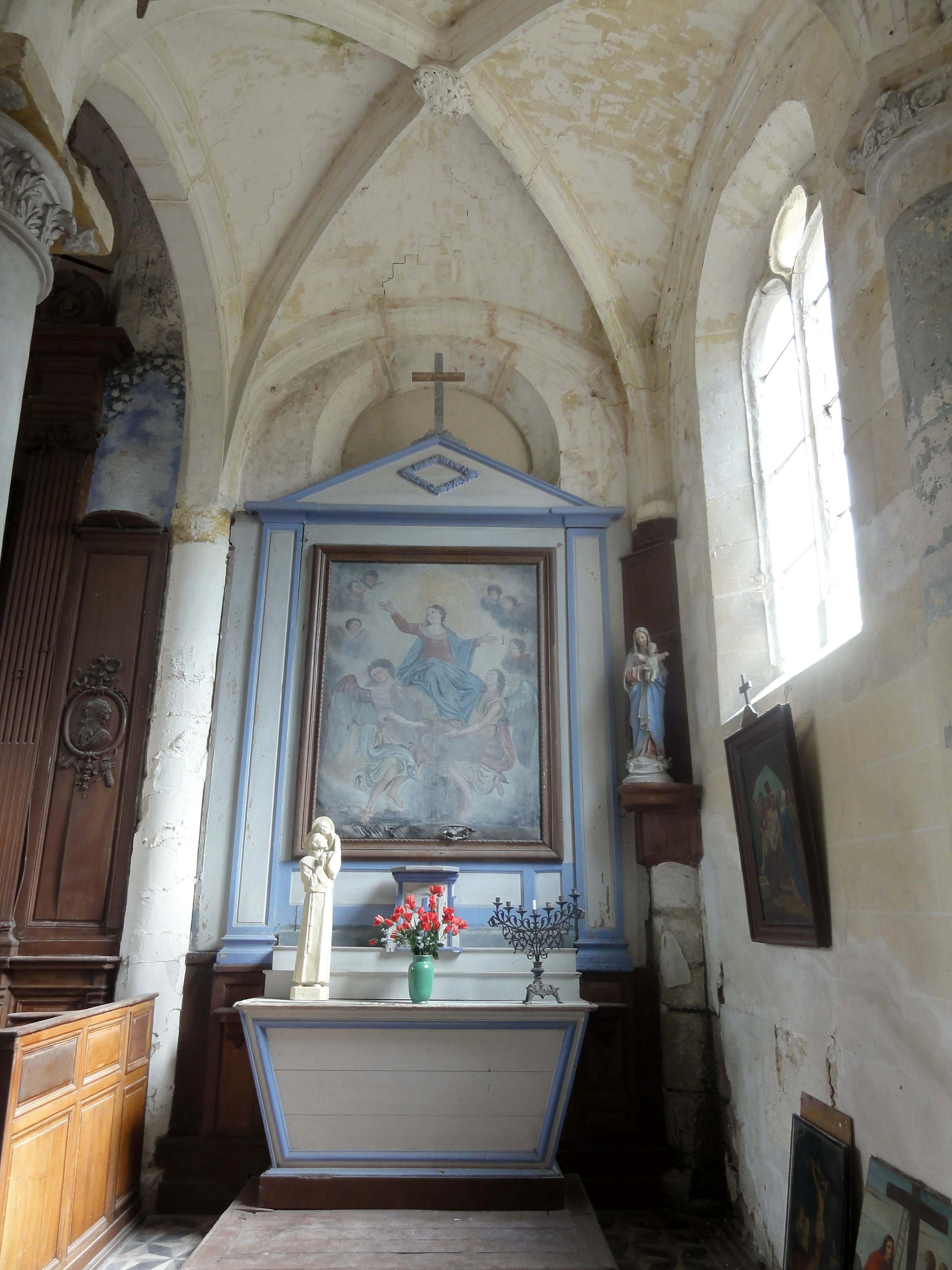
Collatéral sud, 2e travée, vue vers l'est.
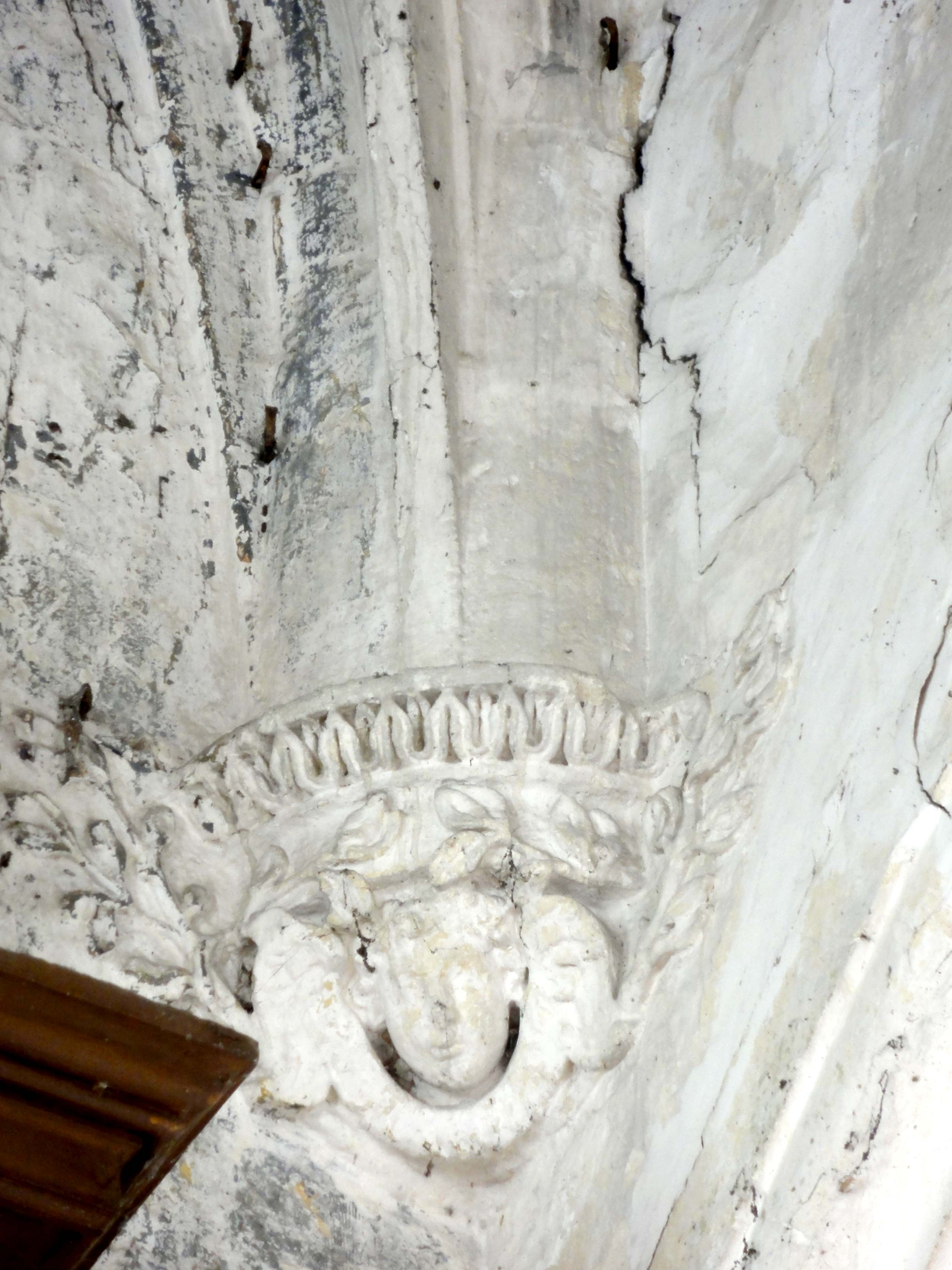
Chœur, cul-de-lampe dans l'angle sud-est.
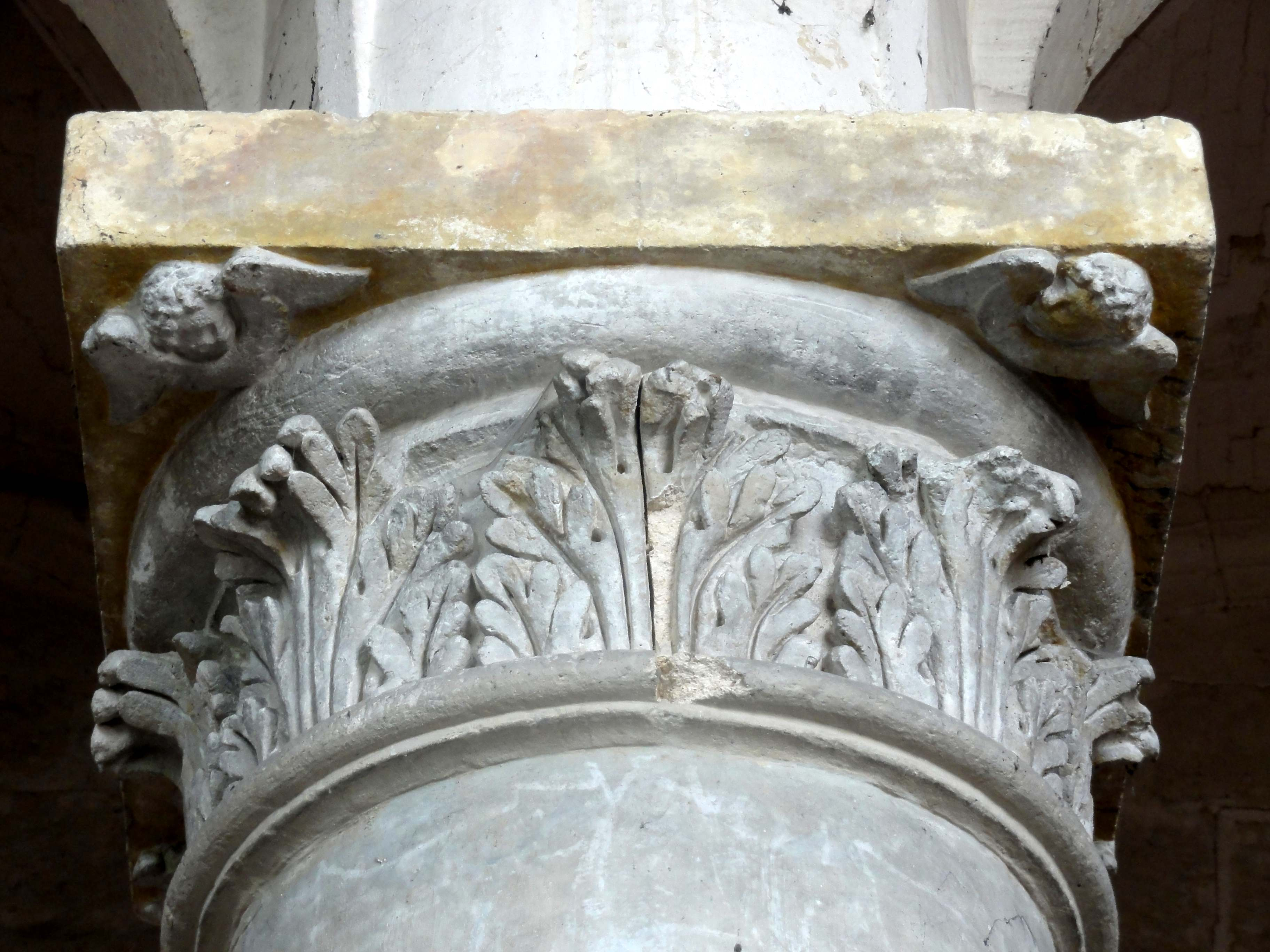
Chapiteau du pilier intermédiaire du nord.

### Extérieur

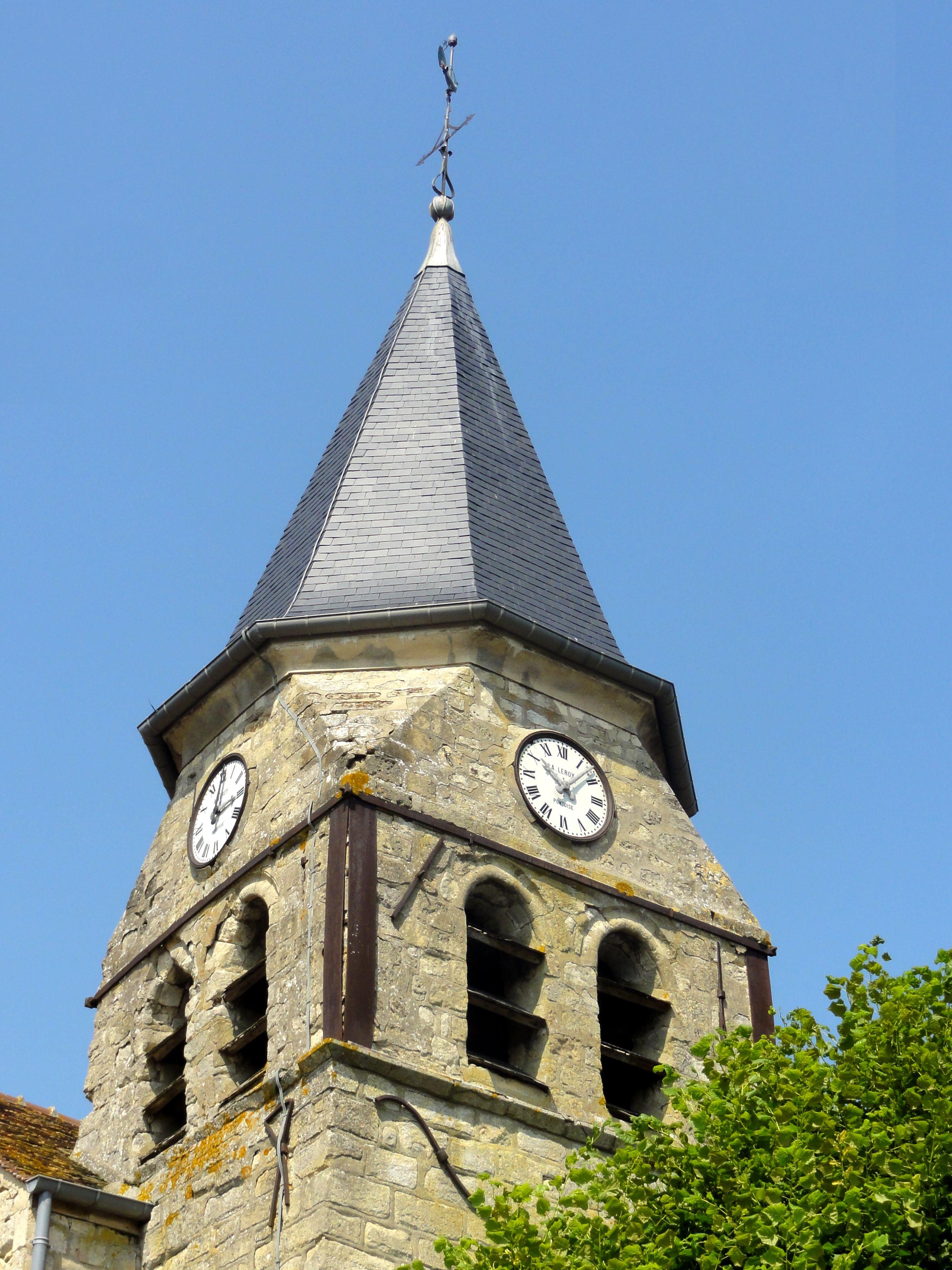
Clocher, côté sud-ouest.

L'extérieur de l'église est de faible intérêt. Contrairement à la large majorité des clochers romans du Vexin, du Beauvaisis et du Valois, qui sont richement décorés, le clocher de Frémécourt est réduit à la plus simple expression. Un bandeau chanfreiné largement saillant court tout autour à la limite entre l'étage intermédiaire aveugle et l'étage de beffroi. L'étage de beffroi est percé de deux baies en plein cintre ou en arc brisé sur chaque face. Les archivoltes sont moulurées d'un boudin et d'une gorge, et les habituelles colonnettes à chapiteaux font défaut. Il n'y a pas d'autre forme d'ornementation. Des barres et des tirants de fer empêchent les murs de s'écarter, et le clocher de s'effondrer. Au-dessus de l'étage de beffroi, le passage vers un plan octogonal moyennant quatre plans inclines suscite la curiosité de l'archéologue.

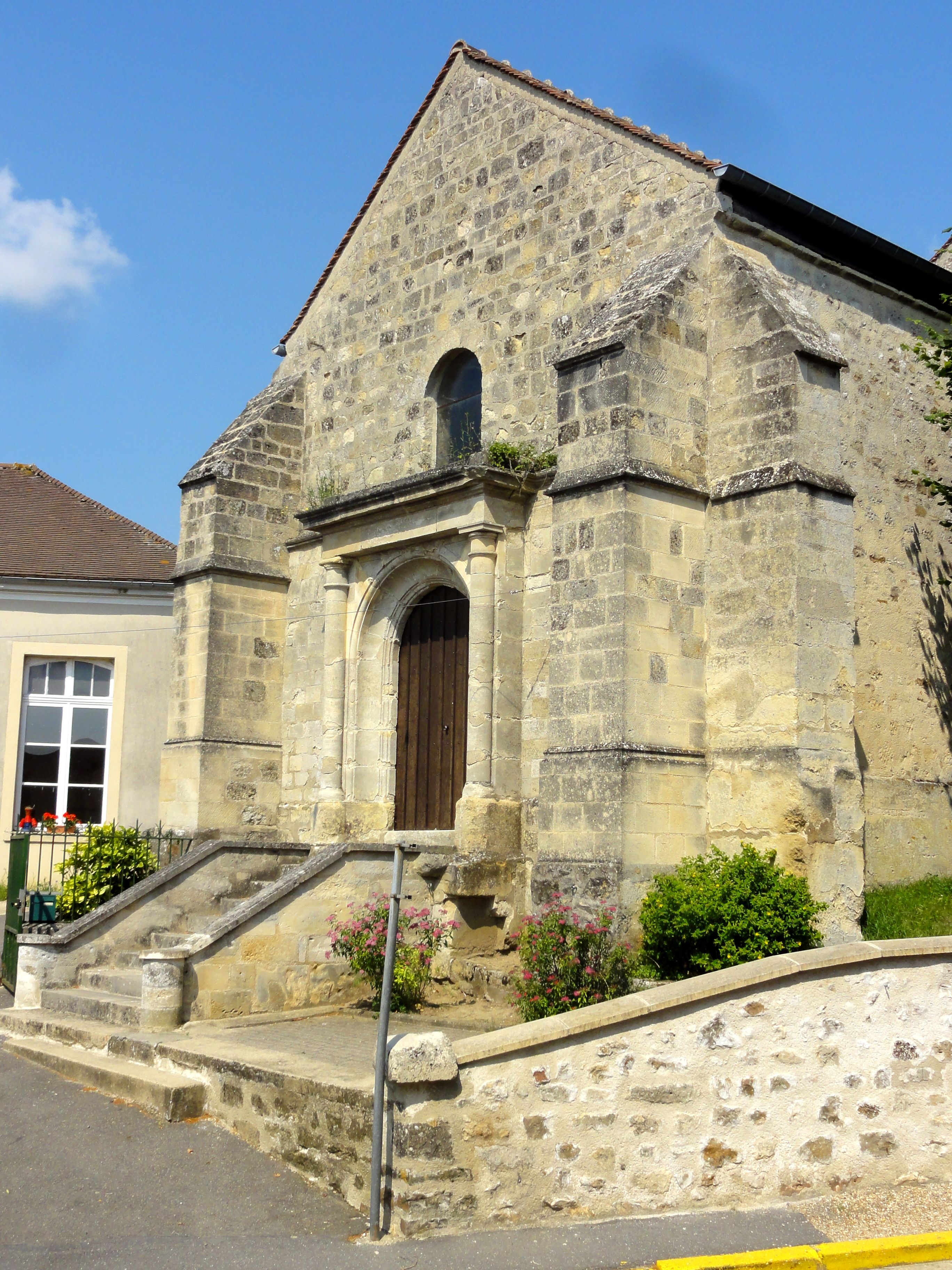
Façade occidentale.

La disposition témoigne du projet d'un second étage de beffroi de plan octogonal, dont l'on ignore s'il a jamais été mis à exécution. Quelques exemples de clochers romans octogonaux existent dans la région : Brueil-en-Vexin, Foulangues, Jambville, Rieux (aujourd'hui mutilé), avec un seul étage ; Bouconvillers, Cambronne-lès-Clermont, Cauvigny, Condécourt, Lierville, Tracy-le-Val, avec deux étages ; et Acy-en-Multien, avec trois étages. L'étage supérieur du clocher de Poissy est également octogonal. Si seulement l'étage supérieur est octogonal, comme également à Acy-en-Multien, Bouconvillers, Brueuil-en-Vexin, Lierville, Poissy et Tracy-le-Val, les plans inclinés visibles depuis l'extérieur sont inévitables. Sinon, ils sont dissimulés dans les combles. Pierre Coquelle compte le clocher de Frémécourt parmi les clochers romans incomplets à flèche d'ardoise. Il cite neuf autres exemples, mais aucun ne concerne un clocher octogonal.
La façade occidentale a reçu sa forme actuelle vers 1700. Elle passe pour être inachevée. Ce n'est pas si certain ; il pourrait tout aussi bien s'agir du reflet d'une faible exigence esthétique. De différentes époques s'enchevêtrent. Bien que la nef n'a pas été conçue pour être voûtée, les deux angles de la façade sont flanquées de deux puissants contreforts orthogonaux. Ils sont larges et saillants, et se retraitent une fois par un fruit racheté par une plinthe mouluré, et une seconde fois par un larmier au niveau des impostes du portail, avant de s'achever par un glacis pentu formant larmier. Le pignon est nu. La partie haute de la façade est ajourée d'une fenêtre en plein cintre sans ébrasement, et sans la moindre ornementation. La porte en plein cintre est entourée d'une large gorge délimitée par de fines moulures prismatiques. Elle est cantonnée de deux colonnes appareillées, qui sont munies de chapiteaux aux corbeilles cylindriques frustes, garnies seulement de quelques moulures simples en haut et en bas. Les tailloirs carrés supportent un entablement ébauché, qui est constitué de trois blocs de pierre. L'absence de mouluration sur l'entablement serait la principale marque d'inachèvement ; l'absence de sculpture sur la métope est déjà la règle à la période classique. La corniche mouluré se poursuit sur les murs à gauche et à droite du portail et va jusqu'aux contreforts.

## Mobilier

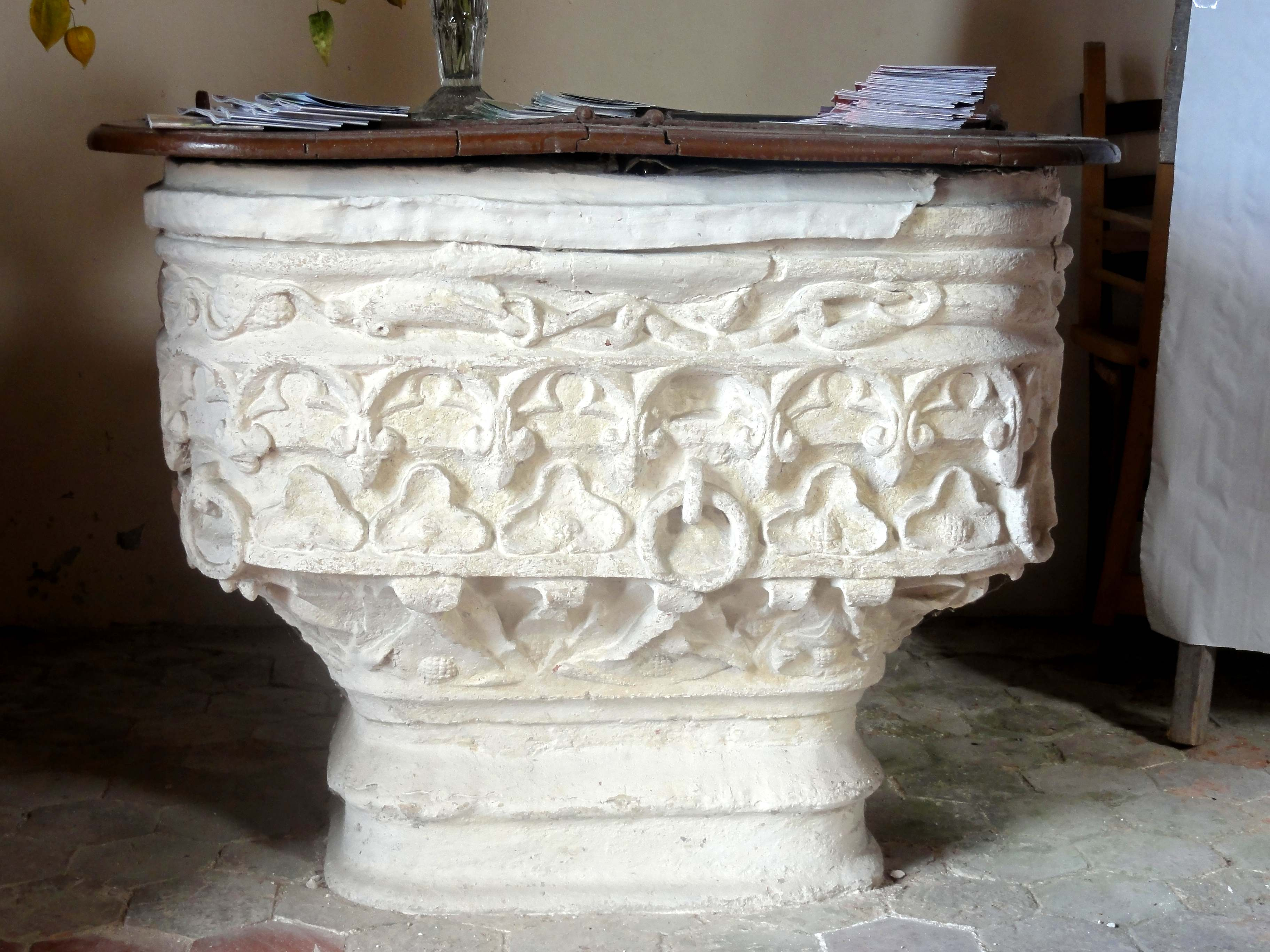
Fonts baptismaux.

Parmi le mobilier de l'église, les fonts baptismaux, un tableau ainsi que deux statues sont classés monument historique au titre objet. Les statues ont toutefois été confiées au musée du Vexin français de Théméricourt, qui est géré par le Parc naturel régional du Vexin français. L'une de ces statues est exposée au musée.
- Les fonts baptismaux sous la forme d'une cuve baptismale à infusion sont en pierre calcaire, et datent du XIVe siècle. Les dimensions n'ont pas été prises lors de leur classement en 1907. Le plan de la cuve correspond à un rectangle aux angles arrondis. Elle repose sur un socle de la même forme, mais plus petit. La transition s'opère par un encorbellement de la cuve sur sa partie inférieure. La richesse du décor de la cuve contraste avec la pauvreté de la nef. La moulure autour de la bordure a été refaite en plâtre. Ensuite, l'on trouve, du haut vers le bas, un boudin ; un rang de curieux rinceaux où des pampres alternent avec un poisson et un entrelacs de tiges ou de branches ; un rang d'arcatures trilobées comme sur les réseaux des fenêtres flamboyantes ; un rang de fleurs de lys inversées à la retombée des arcatures ; un rang où trois feuilles de trèfle alternent avec un anneau accroché à un mur grâce à une ferrure (telle qu'utilisée pour attacher les chevaux) ; et, sous l'encorbellement, des feuillages aux extrémités recourbées en crochets, associés à des fruits d'arum[11].
- Le tableau qui représente la Vierge à l'Enfant entre saint Michel, un saint ermite, saint Jean-Baptiste et sainte Catherine d'Alexandrie est peint sur un panneau de bois enduit de plâtre, et mesure 126 cm de large pour 102 cm de haut. C'est une œuvre anonyme de la fin du XVe ou de la première moitié du XVIe siècle, qui reprend le thème de la Conversation sacrée fréquemment traité par les maîtres vénitiens du XVe siècle. L'excellente exécution, tant dans le dessin des personnages que dans l'évocation du paysage bucolique à l'arrière-plan, révèle également l'influence de l'école italienne. La qualité du tableau donne à penser qu'il a été offert par le cardinal Georges Ier d'Amboise (archevêque de Rouen de 1495 à 1510) ou Georges II d'Amboise (1513-1550), qui sont réputés comme mécènes. L'œuvre a été classée en 1905, et dénaturée par une restauration malheureuse[12],[13].
- La statue de la Vierge de calvaire, ou Mater Dolorosa, ou Vierge de douleur, est en bois anciennement polychrome, et mesure 84 cm de haut. Elle provient d'une poutre de gloire du premier quart du XVIe siècle, et a été classée en 1966[14]. Cette statue est exposée au musée du Vexin français.
- La statue de la Vierge à l'Enfant assise est en pierre polychrome, et mesure 140 cm de haut. Elle date aussi du XIVe siècle, et a été classée en 1966, puis restaurée. La commune l'a confiée au musée du Vexin français, où elle n'est actuellement pas visible[15].
- L'ancien maître-autel, en forme de tombeau, est peint en faux marbre, et décoré d'un bas-relief assez remarquable. Au milieu, un médaillon arbore l'effigie de Jésus-Christ à la Couronne d'épines. La tête et la queue d'un serpent dépassent en bas du médaillon, à gauche et à droite. Au-dessus du médaillon, figurent deux branches de laurier et deux ailes, qui devaient encadrer une inscription ou une tête d'ange, qui a été bûchée à la Révolution. De part et d'autre du médaillon retombent deux longues guirlandes formées par des feuilles de vigne, des grappes de raisin, des tiges de céréales et des fleurs. Des palmes disposées diagonalement s'ajoutent à ces guirlandes, et devraient rappeler le martyre du Christ. Le tabernacle est assorti à l'autel, et sa porte affiche un bas-relief, où l'on voit un agneau (l'Agnus Dei) sur l'autel du sacrifice.
- Le retable du maître-autel est couronné d'une gloire, et flanqué de pilastres cannelés ioniques. De part et d'autre, des médaillons montrent les effigies de saint Pierre et saint Paul en bas-relief, ce qui soulève la question de la provenance de ce retable.

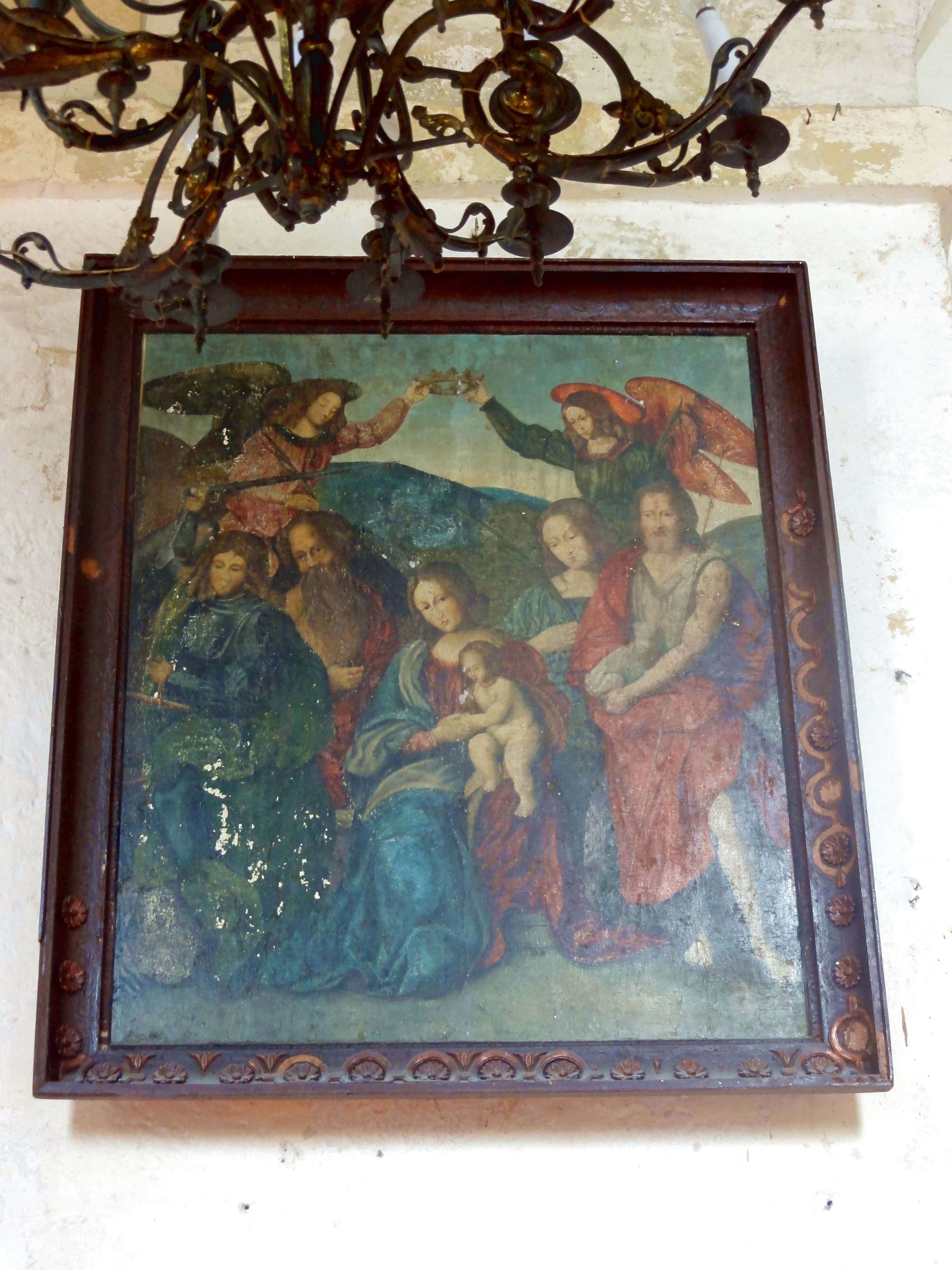
Conversation sacrée.
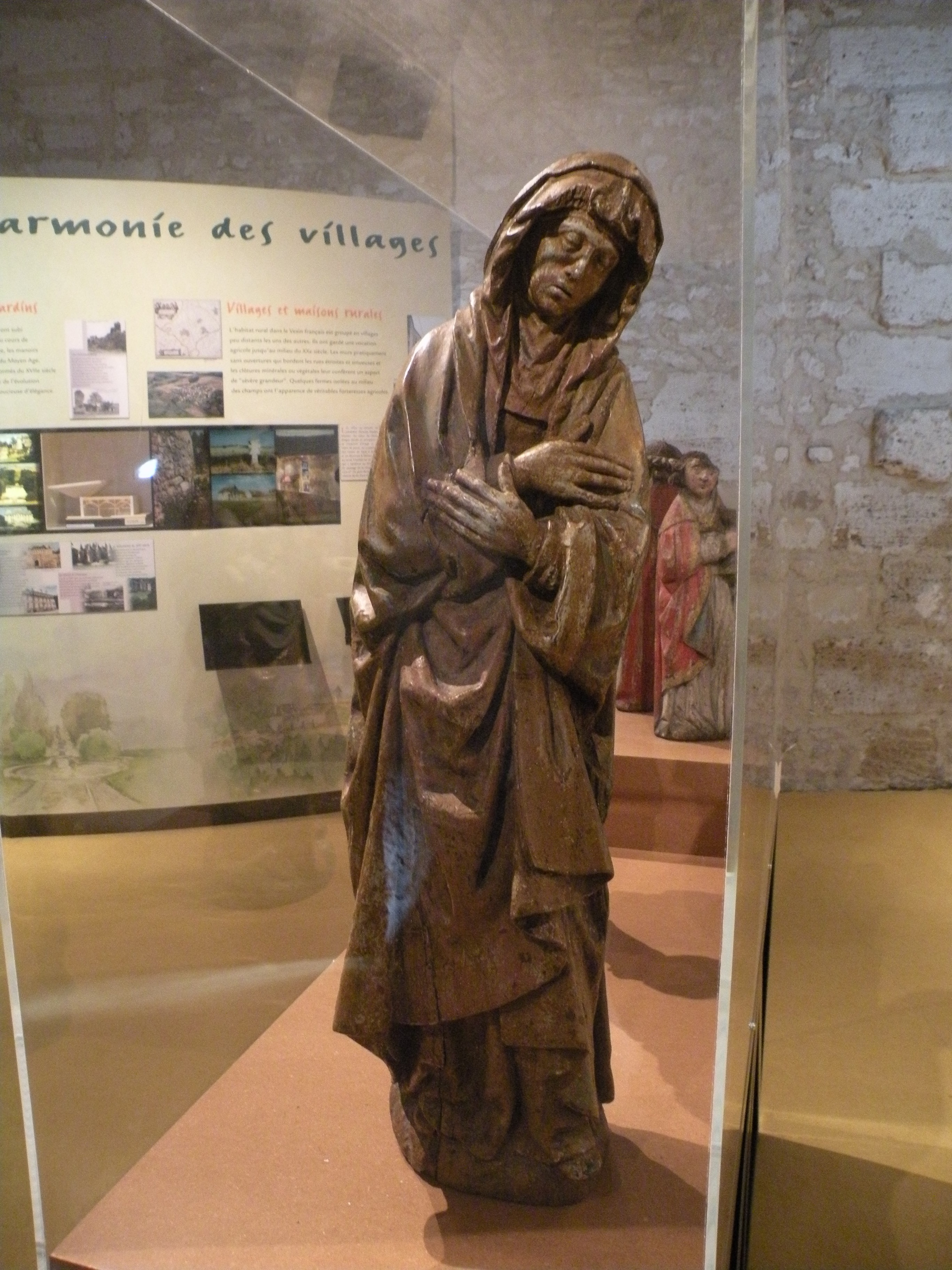
Vierge de douleur.
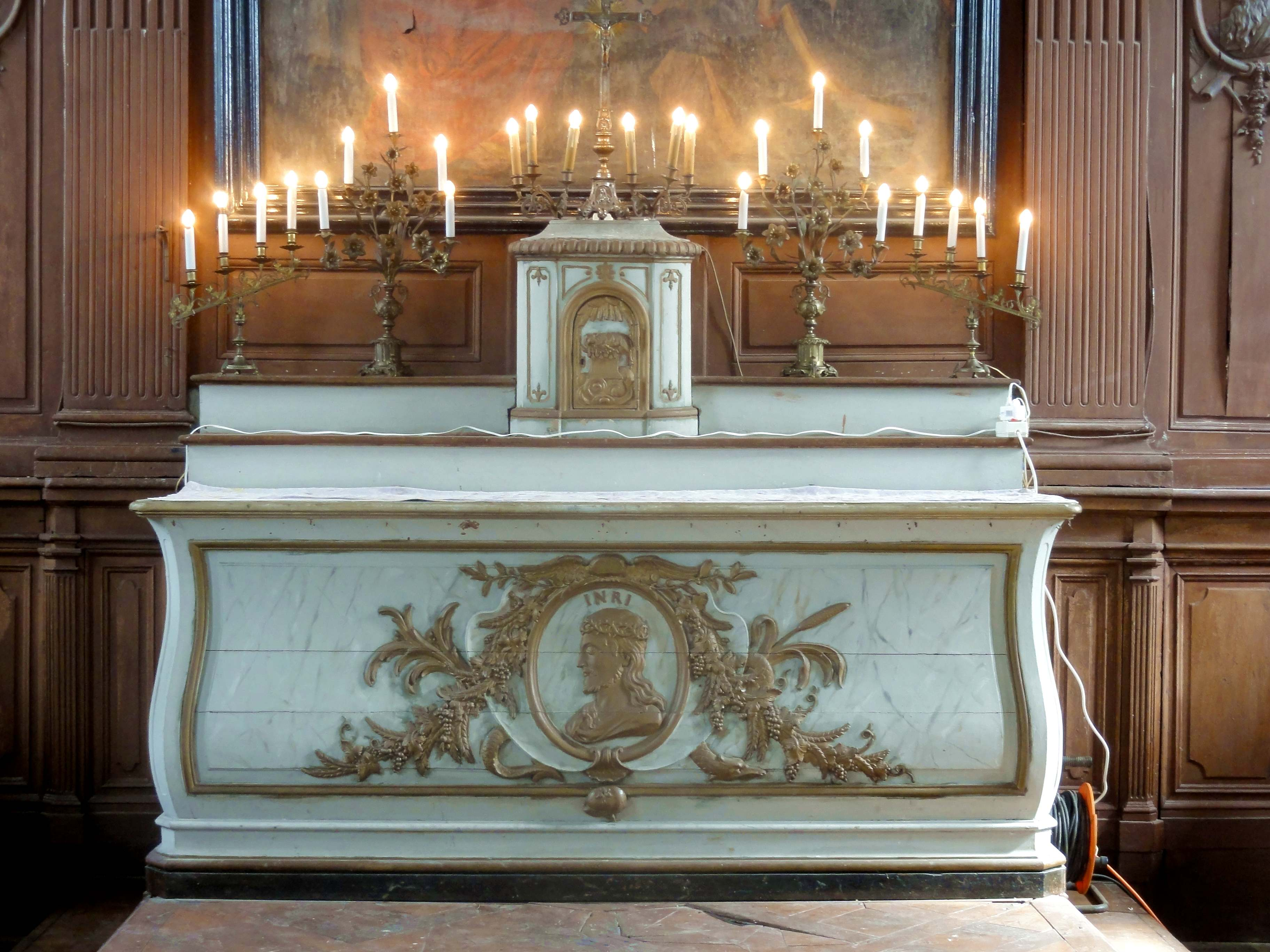
Ancien maître-autel.
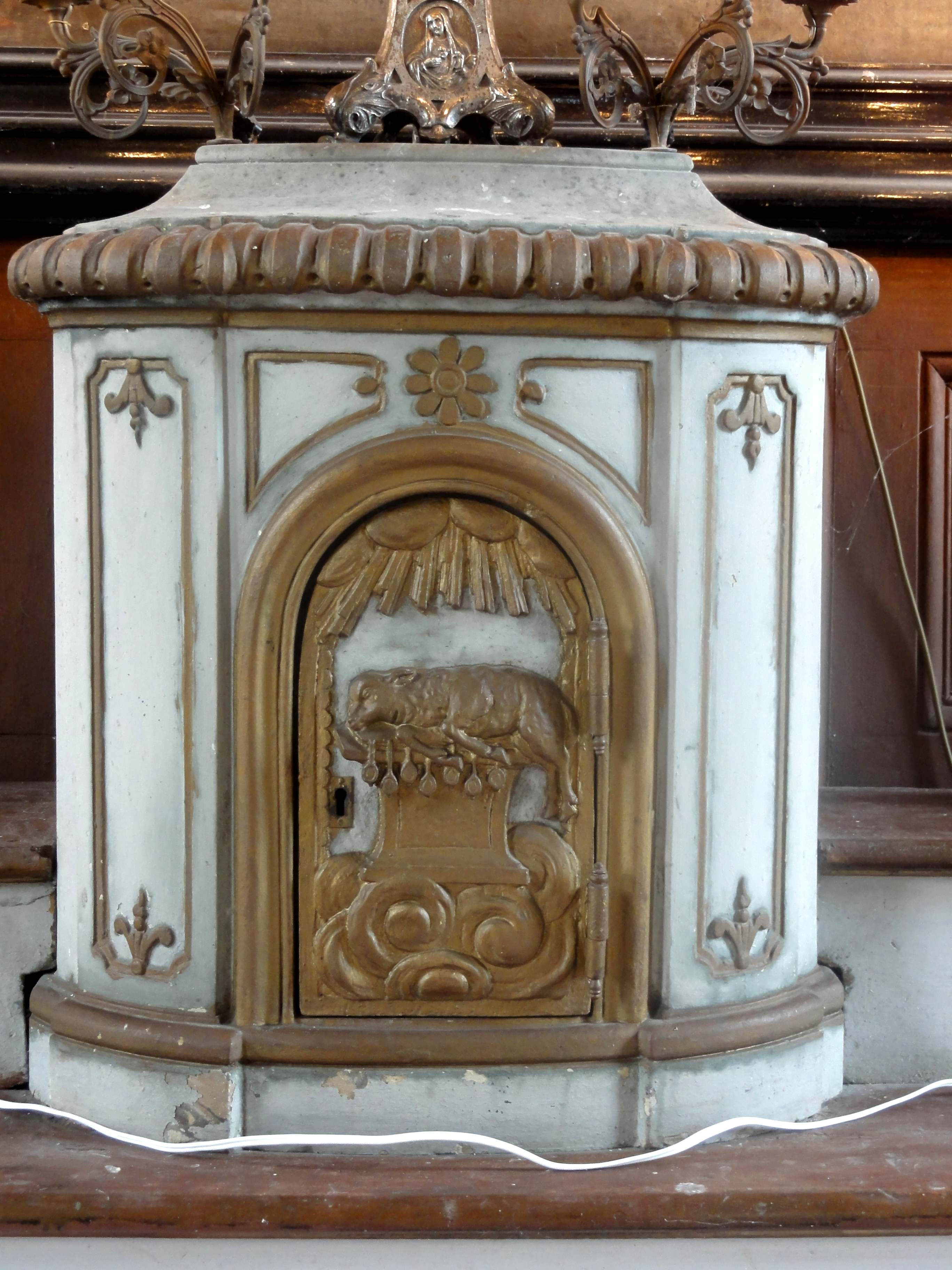
Tabernacle.
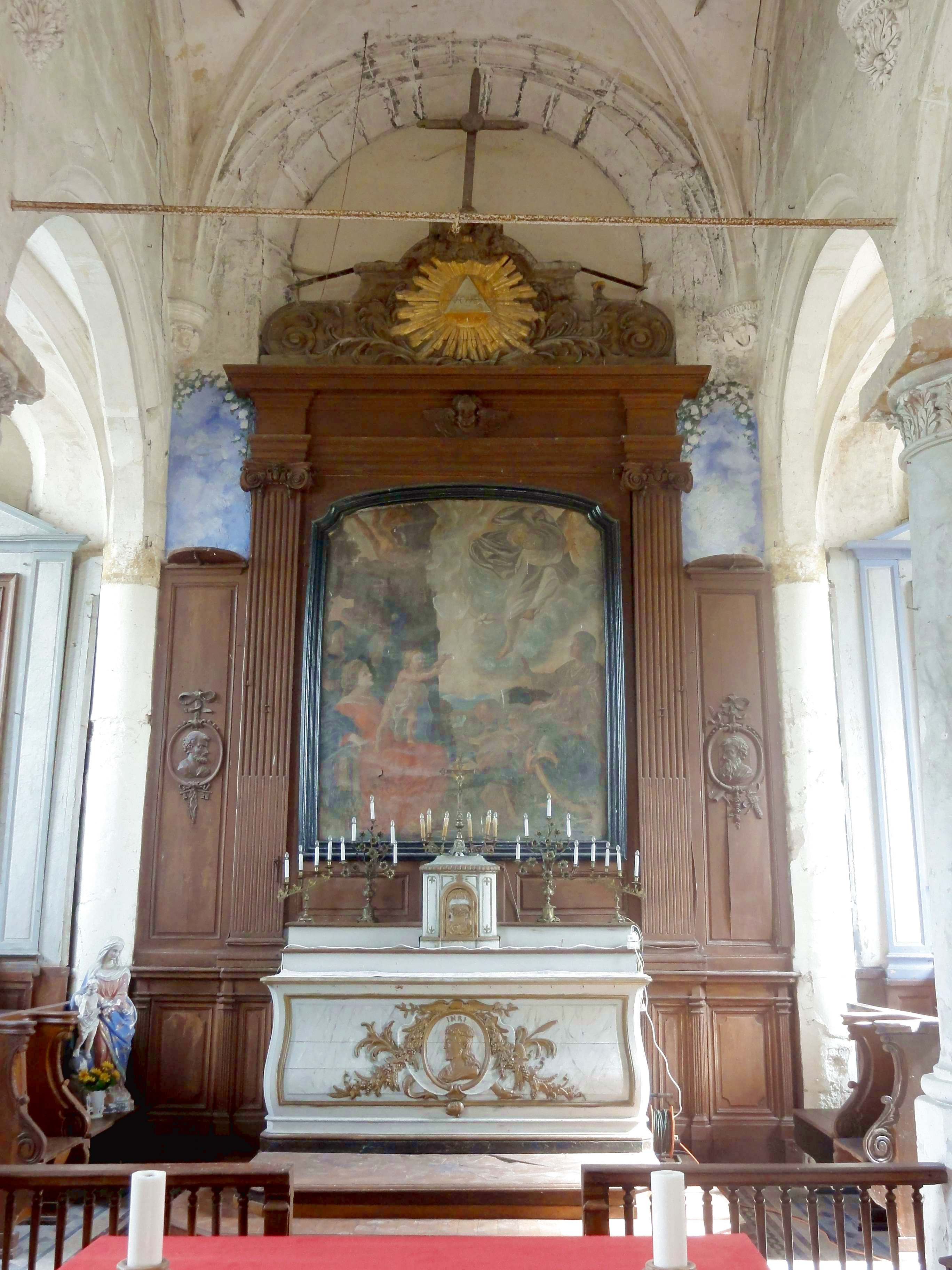
Retable du maître-autel.